# Liên bang Nga sáp nhập Krym
Vào tháng 2 và tháng 3 năm 2014, Nga xâm chiếm và sau đó sáp nhập bán đảo Krym từ Ukraina. Sự kiện này diễn ra trong khi có khoảng trống quyền lực tương đối ngay sau Cách mạng Nhân phẩm, và là bước khởi đầu của Chiến tranh Nga-Ukraina có quy mô rộng lớn hơn.
Các sự kiện tại Kyiv lật đổ Tổng thống Ukraina Viktor Yanukovych vào ngày 22 tháng 2 năm 2014 làm dấy lên làn sóng biểu tình ủng hộ Nga từ ngày 23 tháng 2 chống lại chính phủ Ukraina sắp hình thành. Đồng thời, Tổng thống Nga Vladimir Putin thảo luận về các sự kiện tại Ukraina với các quan chức an ninh và nhận xét rằng "chúng ta phải bắt đầu nỗ lực thu hồi Krym về Nga". Vào ngày 27 tháng 2, các binh sĩ Nga chiếm được các địa điểm chiến lược trên khắp Krym, tiếp theo là thành lập chính phủ Aksyonov thân Nga tại Krym, trưng cầu dân ý về tình trạng Krym và tuyên bố Krym độc lập vào ngày 16 tháng 3 năm 2014. Mặc dù ban đầu Nga tuyên bố quân đội của họ không liên quan đến sự kiện này, nhưng Putin sau đó thừa nhận quân đội được triển khai để "đứng đằng sau lực lượng tự vệ của Krym". Nga chính thức sáp nhập Krym vào ngày 18 tháng 3 năm 2014.
Sau sự kiện sáp nhập, Nga tăng cường hiện diện quân sự trên bán đảo và đe doạ củng cố hiện trạng mới trên thực địa.
Ukraina và nhiều quốc gia khác lên án việc sáp nhập và cho đây là vi phạm luật pháp quốc tế và các thỏa thuận của Nga bảo vệ toàn vẹn lãnh thổ của Ukraina. Việc sáp nhập khiến các thành viên khác của G8 khi đó đình chỉ Nga khỏi nhóm và áp đặt các lệnh trừng phạt. Đại hội đồng Liên Hợp Quốc cũng bác bỏ cuộc trưng cầu dân ý và sáp nhập, thông qua một nghị quyết khẳng định "sự toàn vẹn lãnh thổ của Ukraina trong các biên giới được quốc tế công nhận", và gọi hành động của Nga là "sự chiếm đóng tạm thời".
Chính phủ Nga phản đối từ "sáp nhập", khi Putin bảo vệ cuộc trưng cầu dân ý là tuân thủ nguyên tắc quyền tự quyết của các dân tộc.

## Tên gọi khác
Tại Ukraina, sự kiện sáp nhập Krym được gọi là Chiếm đóng tạm thời Cộng hòa tự trị Krym và Sevastopol bởi Nga (tiếng Ukraina: Тимчасова окупація Автономної Республіки Крим і Севастополя Росією, đã Latinh hoá: Tymchasova okupatsiia Avtonomnoi Respubliky Krym i Sevastopolia Rosiieiu), chiếm đóng phi pháp Cộng hòa tự trị Krym, Krym thất thủ, và xâm chiếm Krym.
Tại Nga, sự kiện được gọi là Krym gia nhập Liên bang Nga (tiếng Nga: Присоединение Крыма к Российской Федерации, đã Latinh hoá: Prisoyedineniye Kryma k Rossiyskoy Federatsii), Krym trở lại (tiếng Nga: Возвращение Крыма, đã Latinh hoá: Vosvrashchenie Kryma), và thống nhất Krym.

## Bối cảnh

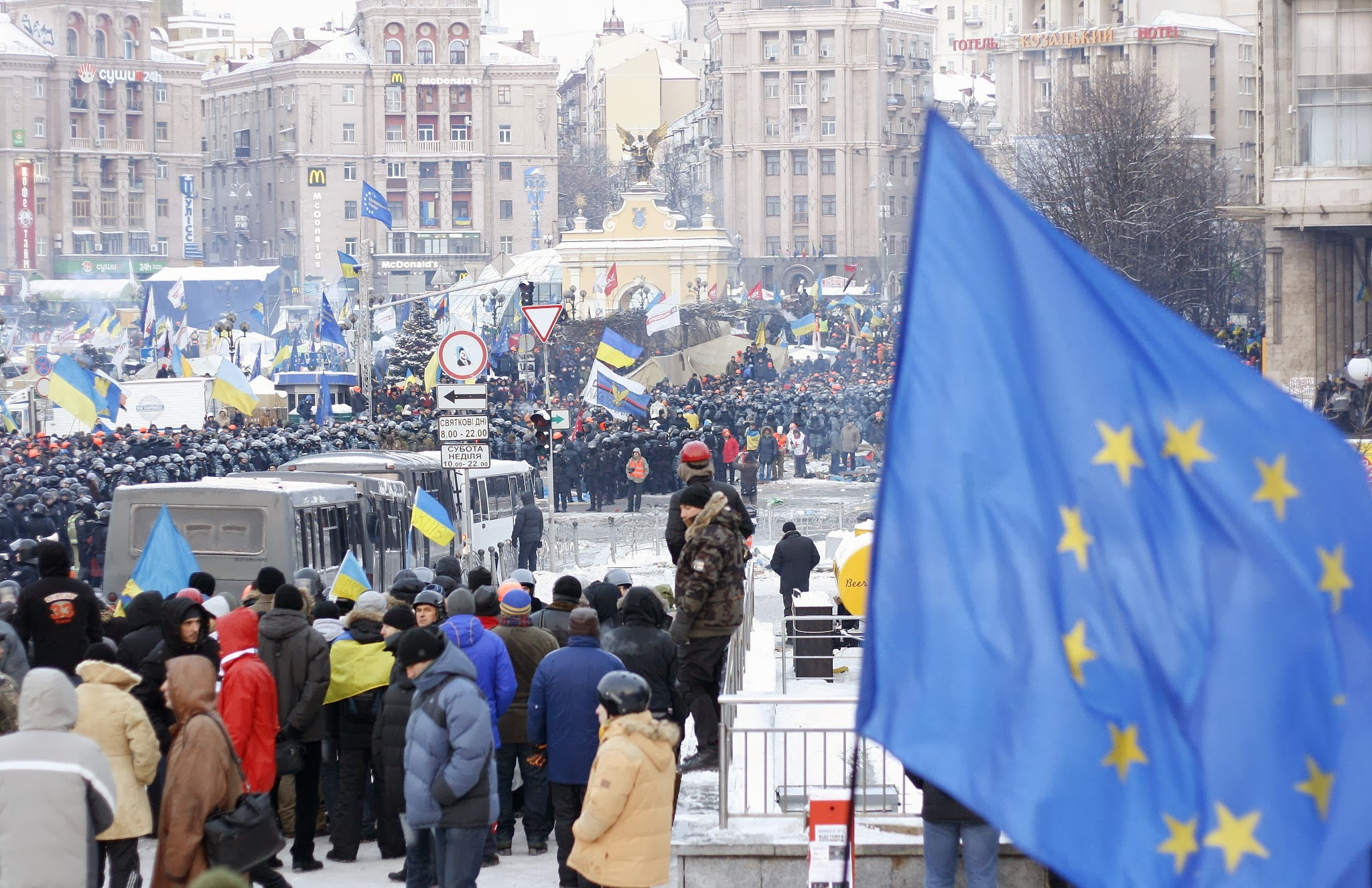
Euromaidan tại Kyiv, 11 tháng 12 năm 2013

Krym là một phần của Hãn quốc Krym từ năm 1441 cho đến khi bị Đế quốc Nga thôn tính vào năm 1783. Sau khi đế quốc sụp đổ kết thúc trong giai đoạn đầu của Nội chiến Nga, có một loạt chính phủ độc lập tồn tại trong thời gian ngắn (Cộng hòa Nhân dân Krym, Chính quyền khu vực Krym, Krym Xô viết). Tiếp sau chúng là các chính phủ Bạch vệ Nga (Tổng tư lệnh các lực lượng vũ trang Nam Nga và sau đó là Chính phủ Nam Nga). Vào tháng 10 năm 1921, Nga Xô viết giành được quyền kiểm soát bán đảo và thành lập Cộng hòa Xã hội chủ nghĩa Xô viết tự trị Krym. Nga Xô viết cùng với ba nước cộng hòa khác thành lập Liên Xô vào năm sau.
Sau Chiến tranh thế giới thứ hai và sự kiện chính phủ Liên Xô trục xuất tất cả người Tatar Krym năm 1944, CHXHCNXV tự trị Krym bị tước quyền tự trị vào năm 1946 và bị hạ cấp xuống tình trạng một tỉnh thuộc Nga Xô viết. Năm 1954, tỉnh Krym được chuyển giao từ Nga Xô viết sang Ukraina Xô viết theo sắc lệnh của Đoàn Chủ tịch Xô viết Tối cao Liên Xô nhằm kỷ niệm 300 năm thống nhất Ukraina với Nga. Năm 1989, dưới chính sách perestroika của Gorbachev, Xô Viết Tối cao tuyên bố rằng việc trục xuất người Tatar Krym dưới thời Stalin là bất hợp pháp và dân tộc chủ yếu theo Hồi giáo này được phép quay trở lại Krym.
Năm 1990, Xô viết (Hội đồng) của tỉnh Krym đề xuất khôi phục Cộng hòa Xã hội chủ nghĩa Xô viết tự trị Krym. Tỉnh tiến hành trưng cầu dân ý vào năm 1991, trong đó hỏi liệu Krym có nên được nâng lên thành một bên ký kết Hiệp ước Liên minh mới (nghĩa là trở thành cộng hòa liên bang riêng biệt). Tuy nhiên, vào thời điểm đó quá trình Liên Xô tan rã đang diễn ra suôn sẻ. Cộng hòa Xã hội chủ nghĩa Xô viết tự trị Krym được khôi phục trong vòng chưa đầy một năm với tư cách một phần của Ukraina Xô viết trước khi Ukraina độc lập. Ukraina mới độc lập duy trì tình trạng tự trị của Krym, trong khi Hội đồng tối cao Krym khẳng định "chủ quyền" của bán đảo này với tư cách là một phần của Ukraina. Chính quyền Ukraina hạn chế quyền tự trị của Krym vào năm 1995.
Trong thập niên 1990, tranh chấp quyền kiểm soát Hạm đội Biển Đen và các căn cứ hải quân Krym là nguồn gốc căng thẳng giữa Nga và Ukraina. Năm 1992, Chủ tịch Ủy ban Đối ngoại của Quốc hội Nga Vladimir Lukin đề nghị rằng nhằm gây áp lực buộc Ukraina từ bỏ yêu sách về Hạm đội Biển Đen, thì Nga nên đặt vấn đề về quyền kiểm soát của Ukraina đối với Krym. Năm 1998, Hiệp ước phân chia đã chia hạm đội và trao cho Nga một căn cứ hải quân tại Sevastopol, và Hiệp ước hữu nghị công nhận tính bất khả xâm phạm của biên giới hiện hữu. Tuy nhiên, trong xung đột đảo Tuzla 2003 các vấn đề về biên giới trên biển lại nổi lên.
Vào tháng 9 năm 2008, Bộ trưởng Ngoại giao Ukraina Volodymyr Ohryzko cáo buộc Nga cấp hộ chiếu Nga cho người dân tại Krym, và mô tả điều này là một "vấn đề thực sự", do Nga tuyên bố chính sách can thiệp quân sự ra nước ngoài để bảo vệ công dân Nga.
Vào ngày 24 tháng 8 năm 2009, cư dân thuộc dân tộc Nga tổ chức biểu tình chống Ukraina. Sergei Tsekov (của Khối người Nga và là phó chủ tịch Nghị viện Krym) khi đó nói rằng ông hy vọng rằng Nga sẽ đối xử với Krym giống như cách họ đối xử với Nam Ossetia và Abkhazia. Dân tộc Nga chiếm đa số cư dân tại Krym, và thiểu số cư dân thuộc dân tộc Ukraina và Tatar Krym, và bán đảo này có một trong các cộng đồng dân tộc Nga lớn nhất Ukraina.
Ngay từ năm 2010, một số nhà phân tích đã suy đoán rằng chính phủ Nga có kế hoạch thu phục lãnh thổ. Taras Kuzio nói rằng "Nga có thời điểm khó khăn hơn nữa khi công nhận chủ quyền của Ukraina đối với Krym và cảng Sevastopol - theo quan điểm của dư luận tại Nga, các tuyên bố của các chính trị gia, bao gồm các thành viên của đảng Nước Nga Thống nhất cầm quyền, các chuyên gia và nhà báo". Năm 2011, William Varettoni viết rằng "Nga muốn sáp nhập Krym và chỉ đang chờ cơ hội thích hợp, rất có thể với lý do bảo vệ những người anh em Nga tại nước ngoài".

### Euromaidan và Cách mạng Nhân phẩm
Phong trào phản kháng Euromaidan bắt đầu tại Kyiv vào cuối tháng 11 năm 2013 sau khi Tổng thống Viktor Yanukovych thuộc Đảng Các khu vực không ký kết Thỏa thuận Liên kết Ukraina–Liên minh châu Âu do Hội đồng Tối cao Ukraina (Rada) không thông qua được luật pháp cần thiết từng hứa hẹn. Yanukovych thắng lợi trong bầu cử tổng thống 2010 nhờ sự ủng hộ mạnh mẽ của cử tri tại Krym cùng miền Nam và miền Đông Ukraina. Chính phủ tự trị Krym ủng hộ mạnh mẽ Yanukovych và lên án các cuộc biểu tình, nói rằng chúng "đe dọa sự ổn định chính trị trong nước". Nghị viện tự trị Krym nói rằng họ ủng hộ quyết định của chính phủ về đình chỉ các cuộc đàm phán về thỏa thuận liên kết và kêu gọi người dân Krym "tăng cường quan hệ hữu nghị với các khu vực của Nga".
Vào ngày 4 tháng 2 năm 2014, Đoàn Chủ tịch Hội đồng Tối cao Krym cân nhắc việc tổ chức một cuộc trưng cầu dân ý về tình trạng của bán đảo và yêu cầu chính phủ Nga bảo đảm cho cuộc bỏ phiếu. Cục An ninh Ukraina (SBU) phản ứng bằng cách mở một vụ án hình sự để điều tra khả năng "lật đổ" toàn vẹn lãnh thổ của Ukraina. Vào ngày 20 tháng 2 năm 2014, trong chuyến thăm Moskva, Chủ tịch Hội đồng Tối cao Krym Vladimir Konstantinov tuyên bố rằng chuyển giao Krym 1954 từ Nga Xô viết 
sang Ukraina Xô viết là một sai lầm.
Các cuộc biểu tình Euromaidan lên đến đỉnh điểm vào cuối tháng 2 năm 2014, Yanukovych cùng nhiều bộ trưởng của ông đào thoát khỏi thủ đô vào ngày 22 tháng 2. Sau khi ông dời đi, một bộ phận các đại biểu nghị viện tập hợp tại Verkhovna Rada (quốc hội Ukraina), và bỏ phiếu vào ngày 22 tháng 2 để loại Yanukovych khỏi chức vụ của ông với lý do ông không thể hoàn thành nhiệm vụ của mình, mặc dù việc loại bỏ theo pháp lý này thiếu 3/4 số phiếu cần thiết của các thành viên Rada đương nhiệm theo hiến pháp hiện hành, nhưng Rada cũng đã bỏ phiếu đình chỉ hiến pháp.Arseniy Yatsenyuk được Rada bổ nhiệm làm người đứng đầu chính phủ lâm thời cho đến khi cuộc bầu cử tổng thống và quốc hội mới được tổ chức. Chính phủ mới này được quốc tế công nhận, nhưng chính phủ Nga nói rằng những sự kiện này là một cuộc "đảo chính" và chính phủ tạm quyền là bất hợp pháp.

## Sáp nhập

### Nga xâm chiếm Krym

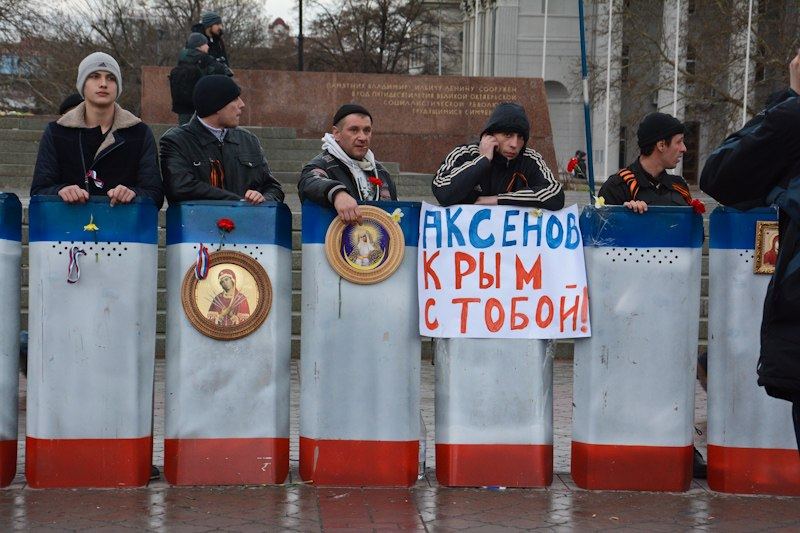
"Lực lượng tự vệ Krym", 2 tháng 3 năm 2014

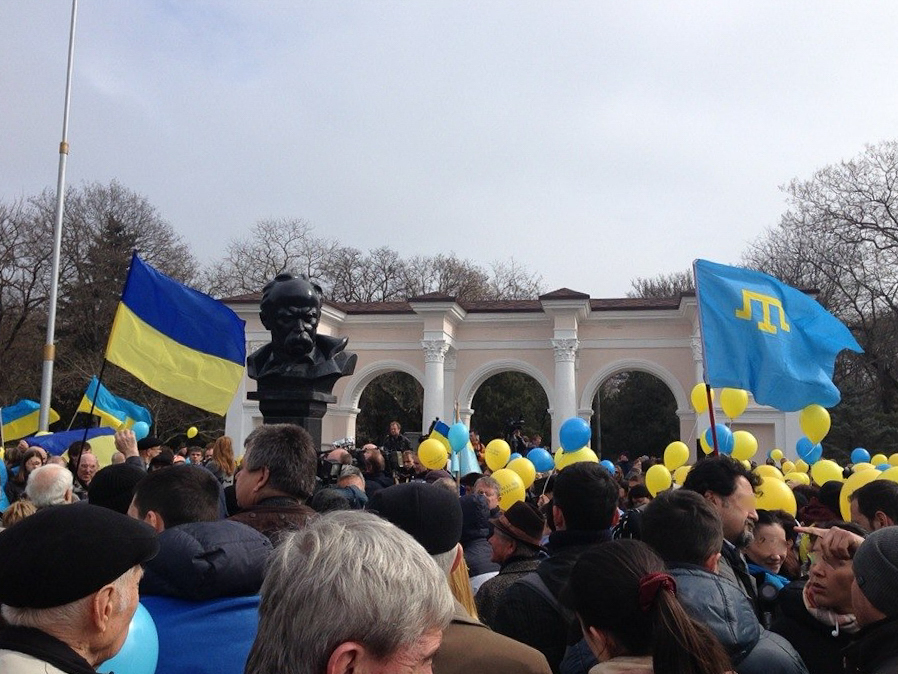
Một cuộc biểu tình ủng hộ Ukraina tại Simferopol trong cuộc can thiệp quân sự của Nga vào Krym, ngày 9 tháng 3 năm 2014

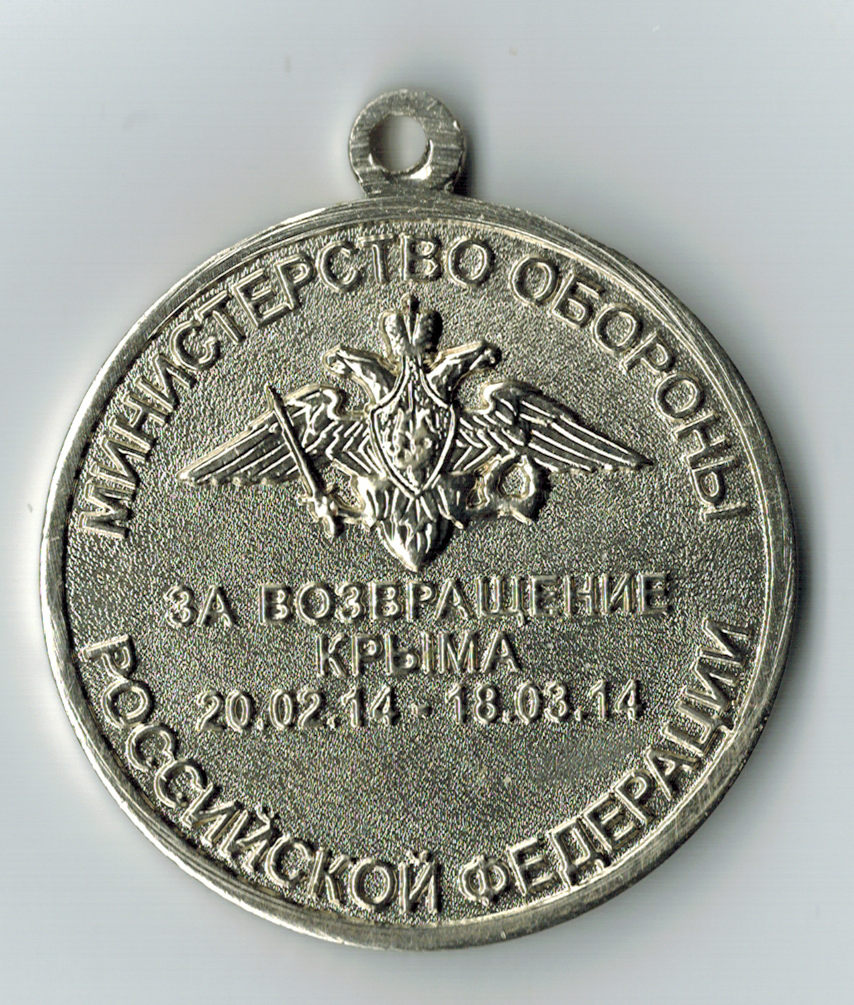
Huân chương của Bộ Quốc phòng Nga "Vì sự trở lại của Krym", 20 tháng 2 – 18 tháng 3 năm 2014

Tháng 2 năm 2014 Cách mạng Nhân phẩm lật đổ Tổng thống Ukraina Viktor Yanukovych gây ra một cuộc khủng hoảng chính trị tại Krym, ban đầu được thể hiện bằng tuần hành chống lại chính phủ lâm thời Ukraina mới, nhưng leo thang nhanh chóng. Vào tháng 1 năm 2014, hội đồng thành phố Sevastopol kêu gọi thành lập các đơn vị "dân quân nhân dân" để "đảm bảo phòng thủ vững chắc" thành phố khỏi "chủ nghĩa cực đoan".
Các thành viên Verkhovna Rada của Krym kêu gọi tổ chức một cuộc họp bất thường vào ngày 21 tháng 2.  Để đáp lại tình cảm ly khai của người Nga, Cục An ninh Ukraina (SBU) nói rằng họ sẽ "sử dụng các biện pháp nghiêm khắc để ngăn chặn bất kỳ hành động nào được thực hiện nhằm làm suy giảm sự toàn vẹn lãnh thổ và chủ quyền của Ukraina". Đảng có số ghế lớn nhất trong nghị viện Krym (80/100) là Đảng Các khu vực của Tổng thống Ukraina Viktor Yanukovych, họ không thảo luận về việc ly khai của Krym và ủng hộ một thỏa thuận giữa Tổng thống Yanukovych và các nhà hoạt động Euromaidan để chấm dứt tình trạng bất ổn xảy ra tại Kyiv.
Nga lo ngại rằng chính phủ mới công khai cam kết quan hệ chặt chẽ hơn với phương Tây sẽ khiến các vị trí chiến lược của họ tại Krym gặp nguy hiểm.  Vào ngày 22–23 tháng 2, Tổng thống Nga Vladimir Putin triệu tập một cuộc họp suốt đêm với các lãnh đạo cơ quan an ninh để thảo luận về vấn đề giải thoát tổng thống Ukraina bị phế truất Viktor Yanukovych, và vào cuối cuộc họp đó Putin nhận xét rằng "chúng ta phải bắt đầu nỗ lực thu phục Krym về Nga". Sau đó GRU và FSB bắt đầu đàm phán các thỏa thuận với những cảm tình viên địa phương để đảm bảo rằng khi chiến dịch bắt đầu sẽ có "các nhóm tự vệ địa phương" được trang bị tốt trên đường phố để nhận được hỗ trợ.:11 Vào ngày 23 tháng 2, các cuộc biểu tình thân Nga được tổ chức tại thành phố Sevastopol.
Thủ tướng Krym Anatolii Mohyliov nói rằng chính phủ của ông công nhận chính phủ lâm thời mới tại Kyiv, và chính phủ tự trị Krym sẽ thực hiện tất cả các luật đã được quốc hội Ukraina thông qua. Tại Simferopol, sau một cuộc biểu tình thân Nga vào ngày hôm trước, nơi những người biểu tình đã thay thế quốc kỳ Ukraina trên nghị viện bằng quốc kỳ Nga, một cuộc biểu tình ủng hộ Euromaidan được tổ chức để ủng hộ chính phủ mới và yêu cầu nghị viện Krym từ chức; những người tham dự vẫy cờ Ukraina, Tatar và Liên minh châu Âu. Trong khi đó, tại Sevastopol, hàng nghìn người phản đối chính phủ mới của Ukraina, bỏ phiếu thành lập một chính quyền song song và thành lập các đội dân phòng với hỗ trợ từ câu lạc bộ mô tô Sói Đêm của Nga. Người biểu tình vẫy quốc kỳ Nga, hô vang "Putin là tổng thống của chúng tôi!" và cho biết họ sẽ từ chối tiếp tục nộp thuế cho nhà nước Ukraina. Các đoàn xe quân sự của Nga cũng được cho là xuất hiện trong khu vực.
Tại Kerch, những người biểu tình ủng hộ Nga cố gắng dỡ bỏ quốc kỳ Ukraina khỏi đỉnh tòa thị chính và thay thế bằng quốc kỳ Nga. Thị trưởng Oleh Osadchy cố gắng giải tán đám đông và cuối cùng cảnh sát đã đến để bảo vệ quốc kỳ. Thị trưởng nói "Đây là lãnh thổ của Ukraina" nhưng bị buộc tội phản bội và một cuộc ẩu đả xảy ra sau đó. Vào ngày 24 tháng 2, nhiều người biểu tình hơn bên ngoài cơ quan hành chính nhà nước thành phố Sevastopol. Những người biểu tình thân Nga cùng với những người tân Cossack yêu cầu bầu một công dân Nga làm thị trưởng và treo quốc kỳ Nga xung quanh chính quyền thành phố; họ cũng phát tờ rơi đăng ký tham gia lực lượng dân quân tự vệ, cảnh báo rằng "bệnh dịch châu Âu Lam-Xám đang tấn công".
Người đứng đầu chính quyền Sevastopol là Volodymyr Yatsuba tuyên bố từ chức, trích dẫn "quyết định của cư dân thành phố" được đưa ra tại một cuộc tập hợp ủng hộ Nga, và trong khi chính quyền thành phố tạm quyền ban đầu nghiêng về việc công nhận chính phủ mới của Ukraina, họ chịu áp lực từ các nhà hoạt động thân Nga buộc chính quyền địa phương phải nhượng bộ. Sau đó, Hội đồng thành phố Sevastopol bầu bất hợp pháp một công dân Nga là Alexei Chaly làm thị trưởng. Theo luật pháp Ukraina thì Sevastopol không thể tự bầu thị trưởng, do Chủ tịch Cơ quan Quản lý Nhà nước Thành phố Sevastopol được Tổng thống Ukraina bổ nhiệm và có chức năng là thị trưởng. Cả nghìn người biểu tình có mặt hô vang "Một thị trưởng Nga cho một thành phố của Nga".
Vào ngày 25 tháng 2, hàng trăm người biểu tình thân Nga chặn nghị viện Krym yêu cầu không công nhận chính quyền trung ương Ukraina và có một cuộc trưng cầu dân ý về tình trạng của Krym. Cùng ngày, đám đông lại tụ tập bên ngoài tòa thị chính Sevastopol khi có tin đồn rằng lực lượng an ninh có thể bắt giữ Alexei Chaly, nhưng cảnh sát trưởng Alexander Goncharov nói rằng các sĩ quan của ông sẽ từ chối thực hiện "lệnh hình sự" do Kyiv ban hành. Viktor Neganov là cố vấn của Bộ trưởng Nội vụ trú tại Sevastopol, ông lên án các sự kiện trong thành phố là một cuộc đảo chính, nói rằng: "Chaly đại diện cho lợi ích của Điện Kremlin và có thể họ đã ngầm chấp thuận". Chủ tịch Cơ quan Quản lý Nhà nước Thành phố Sevastopol Vladimir Yatsuba bị la ó và chỉ trích vào ngày 23 tháng 2, khi ông nói trước một cuộc tụ tập ủng hộ Nga rằng Krym là một phần của Ukraina. Ông từ chức vào ngày hôm sau. Tại Simferopol, tòa nhà Cơ quan Hành chính Nhà nước Khu vực bị phong tỏa với hàng trăm người biểu tình, bao gồm cả những người tân Cossack, yêu cầu một cuộc trưng cầu dân ý về việc ly khai; cuộc biểu tình được tổ chức bởi Mặt trận Krym.
Vào ngày 26 tháng 2, gần tòa nhà Verkhovna Rada của Krym, 4.000–5.000 người Tatar Krym và những người ủng hộ phong trào Euromaidan-Krym đối mặt với 600–700 người ủng hộ các tổ chức thân Nga và Đảng Đoàn kết người Nga. Các nhà lãnh đạo Tatar tổ chức biểu tình nhằm ngăn chặn cuộc họp của nghị viện Krym, nơi đang "làm mọi cách để thực hiện kế hoạch phân tách Krym khỏi Ukraina". Chủ tịch Hội đồng Tối cao Vladimir Konstantinov nói rằng nghị viện Krym sẽ không xem xét việc tách khỏi Ukraina, và các báo cáo trước đó rằng nghị viện sẽ tổ chức một cuộc tranh luận về vấn đề này là sự khiêu khích. Người Tatar thành lập các nhóm tự vệ, khuyến khích hợp tác với người Nga, người Ukraina và người dân các dân tộc khác, đồng thời kêu gọi bảo vệ các địa điểm tôn giáo và các địa điểm quan trọng khác. Khi màn đêm buông xuống, người Tatar Krym rời đi; hàng trăm người ủng hộ Đảng Đoàn kết người Nga tập hợp lại.
Quyền Bộ trưởng Nội vụ Ukraina Arsen Avakov giao nhiệm vụ cho các cơ quan thực thi pháp luật Krym không được kích động xung đột và làm bất cứ điều gì cần thiết để ngăn chặn xung đột với lực lượng thân Nga; và ông nói thêm "Tôi nghĩ, theo cách đó - thông qua đối thoại - chúng ta sẽ đạt được nhiều điều hơn là bế tắc". Giám đốc mới của Cục An ninh Ukraina (SBU) Valentyn Nalyvaichenko yêu cầu Liên Hợp Quốc thực hiện giám sát về tình hình an ninh tại Krym. Quân đội Nga nắm quyền kiểm soát tuyến đường chính tới Sevastopol theo lệnh của Tổng thống Nga Vladimir Putin. Một trạm kiểm soát quân sự có quốc kỳ Nga và xe quân sự Nga được thiết lập trên đường cao tốc chính giữa thành phố và Simferopol.

### Nga tiếp quản
Vào ngày 27 tháng 2, các lực lượng không phiên hiệu của Nga cùng với lực lượng bán quân sự dân tộc chủ nghĩa thực hiện tiếp quản Cộng hòa tự trị Krym và Sevastopol. Lực lượng đặc biệt của Nga chiếm giữ toà nhà Hội đồng Tối cao Krym và tòa nhà Hội đồng Bộ trưởng tại Simferopol. Quốc kỳ Nga được kéo lên trên các tòa nhà này. Các lực lượng thân Nga cũng chiếm đóng một số địa phương tại mũi đất Arabat thuộc tỉnh Kherson, về mặt địa lý là một phần của bán đảo Krym.
Trong khi "những người đàn ông nhỏ màu lục" đang chiếm giữ tòa nhà nghị viện Krym, nghị viện tổ chức một phiên họp khẩn cấp. Họ bỏ phiếu chấm dứt chính phủ Krym và thay thế Thủ tướng Anatolii Mohyliov bằng Sergey Aksyonov. Aksyonov thuộc đảng Đoàn kết người Nga, từng nhận được 4% phiếu bầu trong cuộc bầu cử Krym trước đó. Theo Hiến pháp Ukraina, Thủ tướng Krym được Hội đồng Tối cao Krym bổ nhiệm theo tham vấn với Tổng thống Ukraina. Aksyonov và Vladimir Konstantinov đều tuyên bố rằng họ xem Viktor Yanukovych là tổng thống hợp pháp của Ukraina, thông qua người này họ có thể yêu cầu Nga hỗ trợ.
Nghị viện cũng bỏ phiếu tổ chức một cuộc trưng cầu dân ý về quyền tự chủ lớn hơn được ấn định vào ngày 25 tháng 5. Quân đội cắt toàn bộ liên lạc của tòa nhà và lấy điện thoại của các nghị sĩ khi họ bước vào. Không nhà báo độc lập nào được phép vào bên trong tòa nhà khi cuộc bỏ phiếu diễn ra. Một số nghị sĩ cho biết họ bị đe dọa và các phiếu bầu được bỏ cho họ và các nghị sĩ khác dù họ không có mặt trong phòng họp. Interfax-Ukraine đưa tin bởi vì nghị viện bị chiếm đóng vũ trang nên không rõ có bao nhiêu nghị sĩ có mặt.
Người đứng đầu bộ phận thông tin và phân tích của nghị viện là Olha Sulnikova gọi điện từ bên trong toà nghị viện cho các nhà báo và nói với họ rằng 61 trong số 64 đại biểu đăng ký đã ủng hộ cho nghị quyết trưng cầu dân ý và 55 phiếu ủng hộ nghị quyết giải tán chính phủ. Nhân vật ly khai Cộng hòa Nhân dân Donetsk Igor Girkin cho biết vào tháng 1 năm 2015 rằng các thành viên nghị viện Krym bị chĩa súng và buộc phải ủng hộ việc sáp nhập. Những hành động này ngay lập tức bị chính phủ lâm thời Ukraina tuyên bố là bất hợp pháp.
Cùng ngày, có thêm nhiều binh sĩ mặc đồng phục không phiên hiệu, lần này được hỗ trợ bởi những người có vẻ là cảnh sát chống bạo động Berkut địa phương (cũng như binh sĩ Nga mặc đồng phục Berkut), thiết lập trạm kiểm soát an ninh trên eo đất Perekop và bán đảo Chonhar nối liền bán đảo Krym với đại lục Ukraina. Chỉ trong vòng vài giờ, Ukraina bị cắt khỏi Krym. Ngay sau đó, các kênh truyền hình Ukraina không còn khả dụng đối với người xem tại Krym và một số kênh được thay thế bằng các đài của Nga.

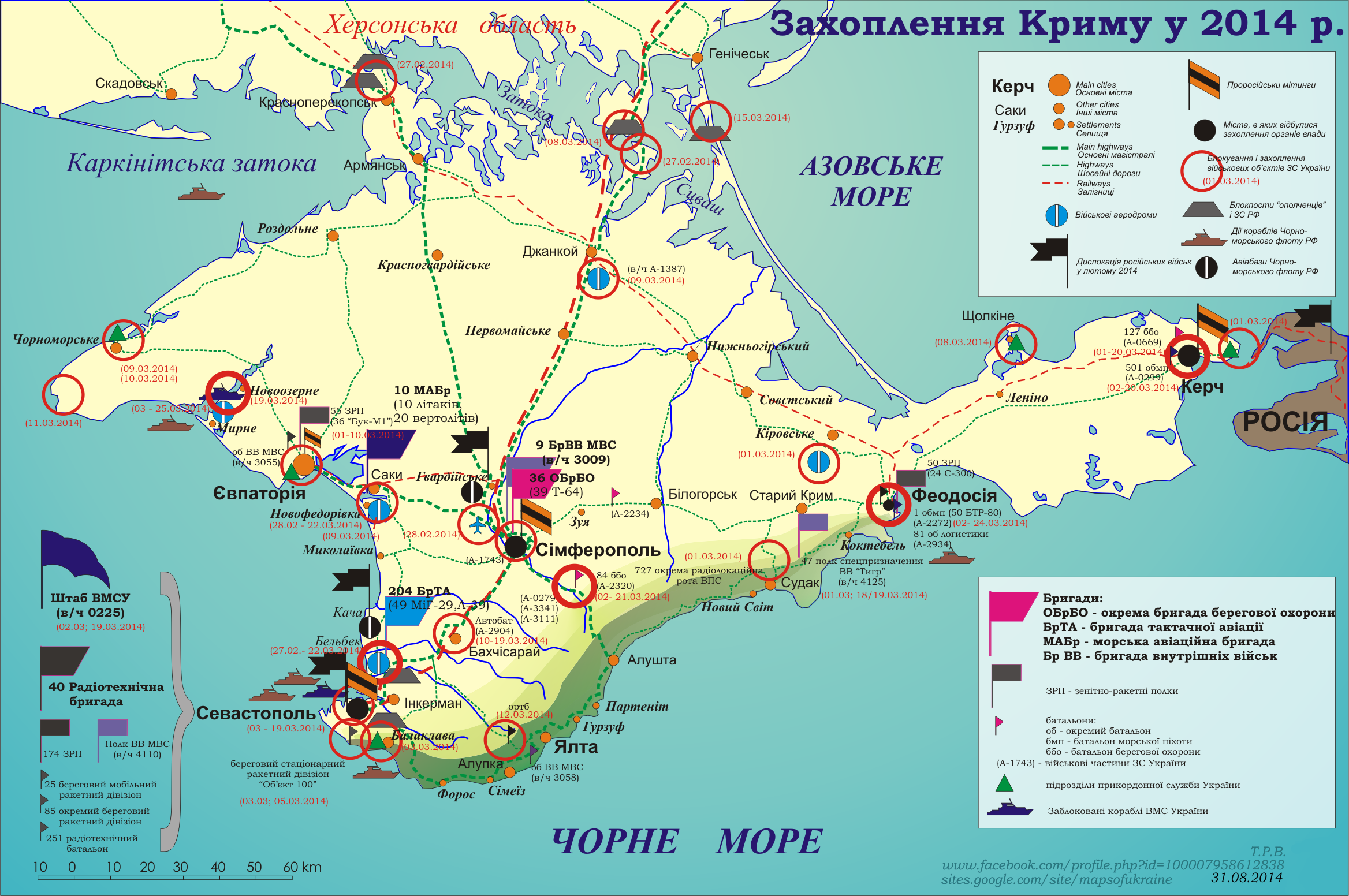
Việc phong tỏa các đơn vị quân đội Lực lượng Vũ trang Ukraina trong quá trình Nga chiếm Krym vào tháng 2-tháng 3 năm 2014

Vào ngày 1 tháng 3 năm 2014, Aksyonov nói rằng ông sẽ thực thi quyền kiểm soát tất cả các cơ sở quân sự và an ninh của Ukraina trên bán đảo, đồng thời yêu cầu Putin "hỗ trợ để đảm bảo hòa bình và yên bình" tại Krym. Putin nhanh chóng nhận được sự ủy quyền từ Hội đồng Liên bang Nga cho một cuộc can thiệp quân sự của Nga vào Ukraina cho đến khi "tình hình chính trị-xã hội tại nước này được bình thường hóa". Hành động nhanh chóng của Putin dẫn đến những phản đối của một số trí thức Nga và các cuộc biểu tình nổ ra tại Moskva chống lại một chiến dịch quân sự của Nga tại Krym. Đến ngày 2 tháng 3, binh sĩ Nga di chuyển từ căn cứ hải quân của Nga tại Sevastopol và được tăng cường quân số, xe thiết giáp và trực thăng từ đại lục Nga, đã thực hiện quyền kiểm soát hoàn toàn bán đảo Krym. Binh sĩ Nga hoạt động tại Krym không có phù hiệu. Vào ngày 3 tháng 3, họ phong tỏa Căn cứ hải quân phía Nam của Ukraina.
Vào ngày 4 tháng 3, Bộ Tổng tham mưu Ukraina cho biết có các đơn vị của Lữ đoàn súng trường cơ giới 18, Lữ đoàn tấn công hàng không 31 và Lữ đoàn Spetsnaz 22 của Nga được triển khai và hoạt động tại Krym, thay vì nhân sự của Hạm đội Biển Đen của Nga, vi phạm các thỏa thuận quốc tế ký kết giữa Ukraina và Nga. Tại cuộc họp báo cùng ngày, Tổng thống Nga Vladimir Putin cho biết Nga không có kế hoạch sáp nhập Krym. Ông cũng nói rằng Nga không có kế hoạch xâm chiếm Ukraina nhưng có thể can thiệp nếu người Nga tại Ukraina bị đe dọa. Đây là một phần trong khuôn mẫu phủ nhận công khai về hoạt động quân sự đang diễn ra của Nga.
Nhiều phương tiện truyền thông của chính phủ Ukraina và nước ngoài đưa tin và tuyên bố ghi nhận danh tính của những đội quân không phiên hiệu là lính Nga, nhưng các quan chức Nga che giấu danh tính lực lượng của họ, cho rằng họ là các đơn vị "tự vệ" địa phương nên Nga không có thẩm quyền. Đến 17 tháng 4, Ngoại trưởng Nga Sergey Lavrov nói rằng không có "quá nhiều quân Nga" tại Ukraina. Cũng trong cuộc họp báo này, Putin nói về bán đảo này rằng "chỉ bản thân công dân, trong điều kiện được tự do bày tỏ ý chí và an ninh của họ mới có thể quyết định tương lai của họ". Putin sau đó thừa nhận rằng ông ra lệnh "làm việc để đưa Krtm trở lại Nga" ngay từ tháng 2. Ông cũng thừa nhận rằng vào đầu tháng 3 đã có "các cuộc thăm dò dư luận bí mật" được tổ chức tại Krym, và theo ông thì báo cáo cho thấy quần chúng có sự ủng hộ áp đảo đối với việc sáp nhập Krym vào Nga.
Nga cuối cùng đã thừa nhận sự hiện diện của binh sĩ nước mình. Bộ trưởng Quốc phòng Sergey Shoygu cho biết các hành động quân sự của Nga tại Krym là do lực lượng của Hạm đội Biển Đen thực hiện và được biện minh là do "mối đe dọa đến tính mạng của thường dân Krym" và nguy cơ "những kẻ cực đoan tiếp quản cơ sở hạ tầng quân sự của Nga". Ukraina phàn nàn rằng với việc tăng cường hiện diện binh sĩ tại Krym, Nga đã vi phạm thỏa thuận đặt trụ sở Hạm đội Biển Đen của họ tại Sevastopol. và vi phạm chủ quyền của Ukraina. Hoa Kỳ và Anh cáo buộc Nga vi phạm các điều khoản của Bản ghi nhớ Budapest về Đảm bảo An ninh, trong đó Nga, Hoa Kỳ và Anh tái khẳng định nghĩa vụ của họ là kiềm chế đe dọa hoặc sử dụng vũ lực chống lại toàn vẹn lãnh thổ hoặc độc lập chính trị của Ukraina. Chính phủ Nga cho biết Bản ghi nhớ Budapest không áp dụng do "hoàn cảnh bắt nguồn từ hoạt động của các yếu tố chính trị hoặc kinh tế-xã hội nội bộ".

### Vấn đề pháp lý
Giữa Nga và Ukraina có các nghĩa vụ liên quan đến toàn vẹn lãnh thổ và cấm sử dụng vũ lực, được quy định trong một số thỏa thuận đa phương hoặc song phương mà hai quốc gia là bên ký kết.Vladimir Putin nói rằng binh sĩ Nga ở bán đảo Krym nhằm mục đích "đảm bảo các điều kiện thích hợp để người dân Krym có thể tự do bày tỏ ý chí của họ," trong khi Ukraina và các quốc gia khác cho rằng sự can thiệp như vậy là vi phạm chủ quyền của Ukraina.
Trong Bản ghi nhớ Budapest về đảm bảo an ninh năm 1994 Nga nằm trong số những bên khẳng định tôn trọng toàn vẹn lãnh thổ của Ukraina (bao gồm Krym) và kiềm chế đe dọa hoặc sử dụng vũ lực chống lại sự toàn vẹn lãnh thổ hoặc độc lập chính trị của Ukraina. Hiệp ước Hữu nghị Nga-Ukraina năm 1997 một lần nữa tái khẳng định tính bất khả xâm phạm của biên giới giữa hai quốc gia, và yêu cầu các lực lượng Nga tại Krym tôn trọng chủ quyền của Ukraina, tôn trọng luật pháp và không can thiệp vào công việc nội bộ của Ukraina.
Hiệp ước Phân chia về tình trạng và điều kiện của Hạm đội Biển Đen giữa Nga và Ukraina được ký năm 1997 và gia hạn vào năm 2010, xác định tình trạng hiện diện quân sự của Nga tại Krym và hạn chế các hoạt động của họ, bao gồm yêu cầu xuất trình "thẻ căn cước quân sự" khi qua biên giới quốc tế, và các hoạt động ở bên ngoài địa điểm triển khai được chỉ định sẽ chỉ được phép sau khi phối hợp với Ukraina. Theo phía Ukraina, việc sử dụng các trạm dẫn đường và di chuyển quân đội là không đúng quy định trong hiệp ước và đã bị vi phạm nhiều lần cũng như vi phạm các quyết định liên quan của tòa án. Cuộc di chuyển quân vào tháng 2 "hoàn toàn coi thường" hiệp ước.

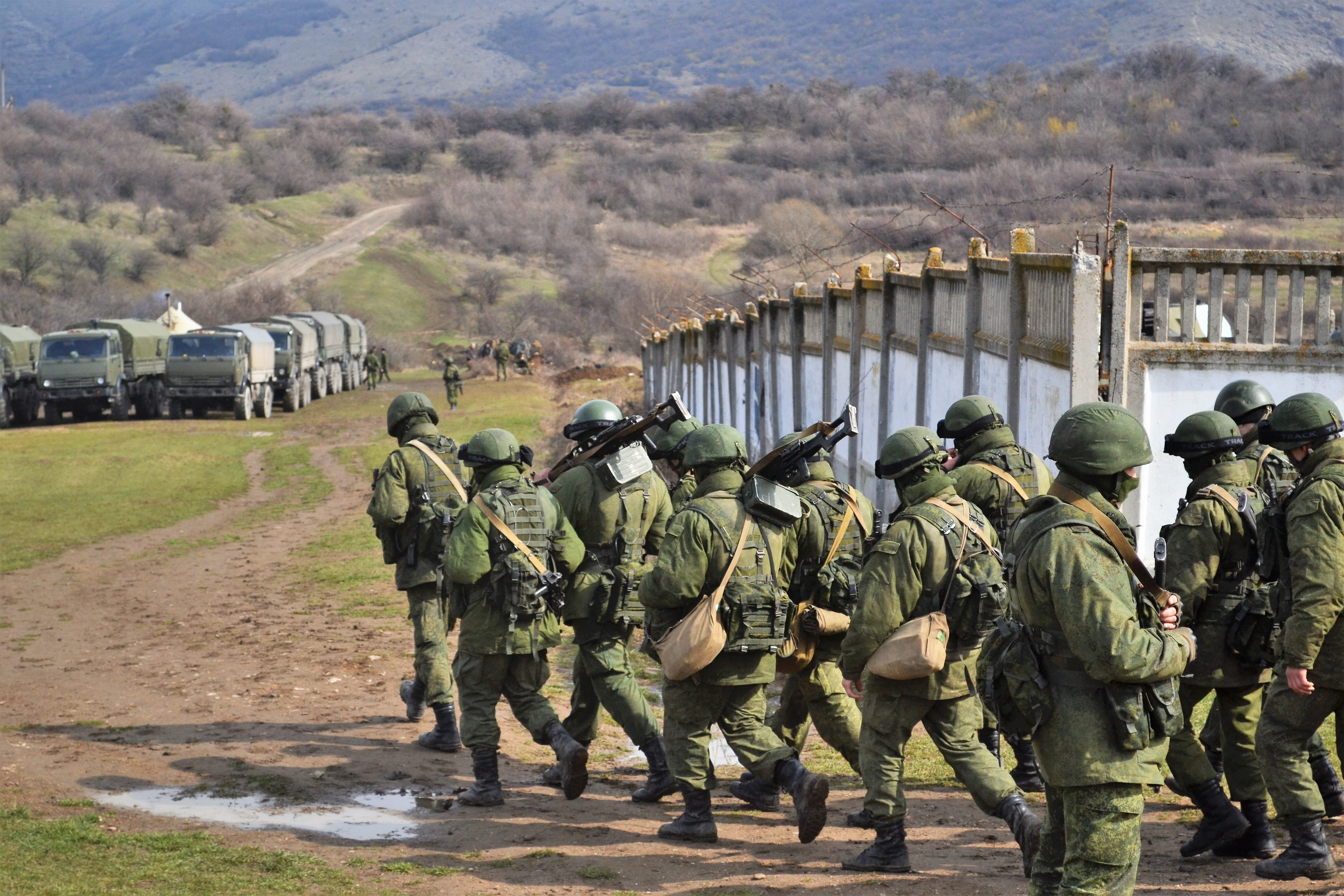
"Những người xanh lục nhỏ" và xe tải sau khi chiếm giữ căn cứ quân sự Perevalne, ngày 9 tháng 3 năm 2014

Theo Hiến pháp Nga, việc tiếp nhận các chủ thể liên bang mới được điều chỉnh theo luật hiến pháp liên bang (điều 65.2). Luật như vậy đã được thông qua vào năm 2001 và quy định rằng việc tiếp nhận một quốc gia nước ngoài hoặc một phần của quốc gia đó vào Nga sẽ dựa trên thỏa thuận chung giữa Liên bang Nga và quốc gia liên quan và sẽ diễn ra theo một hiệp ước quốc tế giữa hai quốc gia; hơn nữa, nó phải được khởi xướng bởi quốc gia được đề cập, chứ không phải bởi phân vùng của họ hoặc bởi Nga.
Vào ngày 28 tháng 2 năm 2014, nghị sĩ Nga Sergey Mironov cùng với các thành viên khác của Duma đã đưa ra một dự luật nhằm thay đổi thủ tục để Nga tiếp nhận các chủ thể liên bang. Theo dự luật, việc gia nhập có thể do một phân vùng của một quốc gia khởi xướng, với điều kiện là "thiếu vắng chính quyền nhà nước có chủ quyền hữu hiệu tại quốc gia nước ngoài"; yêu cầu có thể do các cơ quan của phân vùng tự mình đưa ra hoặc trên cơ sở một cuộc trưng cầu dân ý được tổ chức trong phân vùng theo luật pháp quốc gia tương ứng.
Vào ngày 11 tháng 3 năm 2014, cả Hội đồng Tối cao Krym và Hội đồng thành phố Sevastopol đều thông qua tuyên ngôn độc lập, trong đó nêu rõ ý định tuyên bố độc lập và yêu cầu gia nhập hoàn toàn vào Nga nếu  lựa chọn thân Nga nhận được nhiều phiếu bầu nhất trong cuộc trưng cầu dân ý sắp được tổ chức.  Tuyên bố đề cập trực tiếp đến tiền lệ độc lập của Kosovo, theo đó tỉnh tự trị Kosovo và Metohija có cư dân là người Albania tuyên bố độc lập khỏi Serbia (đồng minh của Nga) và trở thành Cộng hòa Kosovo vào năm 2008, một hành động đơn phương bị Nga kiên quyết phản đối. Nhiều nhà phân tích coi tuyên bố này là một nỗ lực công khai nhằm mở đường cho việc sáp nhập Krym vào Nga.
Kế hoạch tuyên bố độc lập khỏi Ukraina của chính quyền Krym khiến dự luật của Mironov trở nên không cần thiết. Vào ngày 20 tháng 3 năm 2014, hai ngày sau khi hiệp ước gia nhập được ký kết, dự luật bị những người khởi xướng rút lại.
Tại cuộc họp vào ngày 21–22 tháng 3, Ủy ban Venezia của Hội đồng Châu Âu tuyên bố rằng dự luật Mironov vi phạm "đặc biệt là các nguyên tắc toàn vẹn lãnh thổ, chủ quyền quốc gia, không can thiệp vào công việc nội bộ của một quốc gia khác và hiệp ước phải được tuân thủ" và do đó không tương thích với luật pháp quốc tế.

### Trưng cầu dân ý tình trạng Krym
Vào ngày 27 tháng 2 năm 2014, sau khi lực lượng đặc biệt của Nga tiếp quản tòa nhà, Hội đồng Tối cao Krym bỏ phiếu tổ chức trưng cầu dân ý vào ngày 25 tháng 5, với câu hỏi ban đầu là liệu Krym nên nâng cấp quyền tự trị của mình trong Ukraina. Ngày trưng cầu dân ý sau đó được dời từ 25 tháng 5 sang 30 tháng 3. Một tòa án Ukraina tuyên bố cuộc trưng cầu dân ý là bất hợp pháp.
Ngày 6 tháng 3, Hội đồng Tối cao chuyển ngày trưng cầu dân ý sang ngày 16 tháng 3 và đặt ra một câu hỏi mới: liệu Krym có nên nộp đơn xin gia nhập Nga với tư cách là một chủ thể liên bang hay là khôi phục hiến pháp Krym năm 1992 bên trong Ukraine, điều từng bị chính phủ Ukraina trước đây đã vô hiệu hóa. Cuộc trưng cầu dân ý này không giống như công bố trước đó khi không có lựa chọn nào về duy trì hiện trạng quản lý theo hiến pháp năm 1998. Quyền Tổng thống Ukraina Oleksandr Turchynov tuyên bố rằng "Các nhà chức trách tại Krym hoàn toàn bất hợp pháp, cả nghị viện và chính phủ. Họ bị buộc phải làm việc dưới nòng súng và mọi quyết định của họ đều bị ra lệnh bởi sự sợ hãi và là bất hợp pháp".
Vào ngày 14 tháng 3, cuộc trưng cầu dân ý về tình trạng Krym bị Tòa án Hiến pháp Ukraina phán quyết là vi hiến, và một ngày sau thì Verkhovna Rada chính thức giải tán nghị viện Krym. Đến gần cuộc trưng cầu dân ý, Nga tập trung quân gần biên giới phía đông Ukraina, có khả năng để đe dọa leo thang và cản trở phản ứng của Ukraina.
Cuộc trưng cầu dân ý được tổ chức bất chấp sự phản đối của chính phủ Ukraina. Kết quả chính thức cho biết khoảng 95,5% cử tri tham gia tại Krym (tỷ lệ cử tri đi bỏ phiếu là 83%) ủng hộ việc ly khai khỏi Ukraina và gia nhập Nga. Kết quả trưng cầu dân ý bị nghi ngờ; một báo cáo khác của Evgeny Bobrov, thành viên Hội đồng Nhân quyền của Tổng thống Nga, cho rằng kết quả chính thức đã bị thổi phồng và chỉ 15% đến 30% người Krym đủ điều kiện bỏ phiếu thực sự đã bỏ phiếu cho lựa chọn gia nhập Nga.
Cách thức tiến hành cuộc trưng cầu dân ý bị các chính phủ nước ngoài chỉ trích rộng rãi và trên báo chí Ukraina cùng quốc tế, khi có các tường thuật rằng bất kỳ ai mang hộ chiếu Nga bất kể có tình trạng cư trú tại Krym hay không đều được phép bỏ phiếu. OSCE từ chối cử quan sát viên tới cuộc trưng cầu dân ý, nói rằng lời mời cần phải đến từ một quốc gia thành viên OSCE được đề cập (tức là Ukraina), chứ không phải từ chính quyền địa phương. Nga đã mời một nhóm quan sát viên từ các đảng chính trị cực hữu khác nhau tại Châu Âu có liên kết với Putin, họ tuyên bố cuộc trưng cầu dân ý được tiến hành một cách tự do và công bằng.

### Tuyên bố độc lập của Cộng hòa Krym
Cộng hòa Krym độc lập chỉ tồn tại trong thời gian ngắn. Vào ngày 17 tháng 3, sau thông báo chính thức về kết quả trưng cầu dân ý, Hội đồng Tối cao Krym tuyên bố nền độc lập chính thức của Cộng hòa Krym, bao gồm lãnh thổ của cả Cộng hòa tự trị Krym và thành phố Sevastopol (được trao tình trạng đặc biệt trong nước cộng hòa ly khai). Nghị viện Krym tuyên bố "bãi bỏ một phần" luật pháp Ukraina và bắt đầu quốc hữu hóa tài sản tư nhân và nhà nước Ukraina nằm trên bán đảo Krym, bao gồm cả các cảng của Ukraina và tài sản của Chornomornaftogaz. Nghị viện cũng chính thức yêu cầu chính phủ Nga thừa nhận nước cộng hòa ly khai gia nhập Nga, còn Sevastopol yêu cầu được thừa nhận là "thành phố có ý nghĩa liên bang". Cùng ngày, Hội đồng Tối cao đổi tên thành Hội đồng Nhà nước Krym, tuyên bố rúp Nga là đồng tiền chính thức cùng với hryvnia, và đến tháng 6 thì đồng rúp Nga trở thành loại tiền đấu thầu hợp pháp duy nhất.
Putin chính thức công nhận Cộng hòa Krym 'là một quốc gia có chủ quyền và độc lập' theo nghị định vào ngày 17 tháng 3.

### Hoàn tất việc sáp nhập

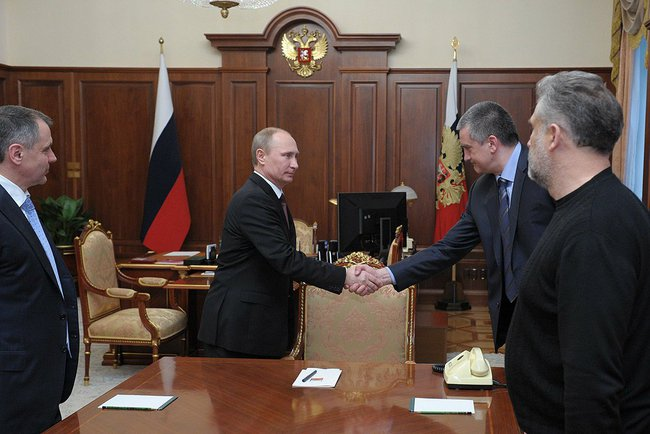
Tổng thống Putin cùng với Vladimir Konstantinov, Sergey Aksyonov và Alexey Chaly tại Điện Kremlin, ngày 18 tháng 3 năm 2014

Hiệp ước Cộng hòa Krym gia nhập Nga được ký kết giữa các đại biểu của Cộng hòa Krym (bao gồm Sevastopol) và Liên bang Nga vào ngày 18 tháng 3 năm 2014 để đưa ra các điều khoản cho việc tiếp nhận ngay lập tức Cộng hòa Krym và Sevastopol thành chủ thể liên bang của Nga và một phần của Liên bang Nga.  Vào ngày 19 tháng 3, Tòa án Hiến pháp Nga quyết định rằng hiệp ước này tuân thủ Hiến pháp Nga. Cho đến ngày 21 tháng 3, Hiệp ước đã được Quốc hội Liên bang và Hội đồng Liên bang thông qua. Ilya Ponomarev là thành viên Duma Quốc gia duy nhất bỏ phiếu chống lại hiệp ước. Cộng hòa Krym và thành phố liên bang Sevastopol trở thành chủ thể liên bang thứ 84 và 85 của Nga.
Trong một sự cố gây tranh cãi tại Simferopol vào ngày 18 tháng 3, một số nguồn tin Ukraina cho biết các tay súng có vũ trang được cho là lực lượng đặc biệt của Nga đã xông vào căn cứ của Ukraina. Điều này bị chính quyền Nga tranh chấp, sau đó họ tuyên bố bắt giữ một tay súng bắn tỉa người Ukraina được cho là có liên quan đến vụ giết người, nhưng sau đó phủ nhận việc bắt giữ đã xảy ra.
Hai người tử vong có một đám tang chung với sự tham dự của cả chính quyền Krym và Ukraina, và người lính Ukraina cùng "tình nguyện viên tự vệ" bán quân sự Nga đều được để tang cùng nhau.
Để đối phó với vụ nổ súng, quyền Bộ trưởng Quốc phòng Ukraina Ihor Tenyukh ủy quyền cho quân đội Ukraina đóng tại Krym sử dụng vũ lực sát thương trong các tình huống đe dọa tính mạng.  Điều này làm tăng nguy cơ đổ máu trong bất kỳ hoạt động tiếp quản nào nhằm vào các căn cứ quân sự của Ukraina, tuy nhiên các hoạt động tiếp theo của Nga nhằm chiếm giữ các căn cứ quân sự và tàu còn lại của Ukraina tại Krym không gây ra thêm trường hợp tử vong nào, mặc dù vũ khí đã được sử dụng và một số người bị thương. Các đơn vị Nga tham gia vào các hoạt động như vậy được lệnh tránh sử dụng vũ lực sát thương khi có thể. Quân đội Ukraina vốn bị phong tỏa trong ba tuần mà không có bất kỳ sự trợ giúp nào từ chính phủ Ukraina, tinh thần của họ xuống rất thấp và đại đa số họ không tiến hành bất kỳ hành vi kháng cự thực sự nào.
Vào ngày 24 tháng 3, Chính phủ Ukraina ra lệnh rút toàn bộ lực lượng vũ trang khỏi Krym. Khoảng 50% binh sĩ Ukraina tại Krym đào ngũ sang quân đội Nga. Vào ngày 26 tháng 3, các căn cứ quân sự cuối cùng của Ukraina và các tàu còn lại của Hải quân Ukraina bị quân đội Nga chiếm giữ.

### Chiếm đóng

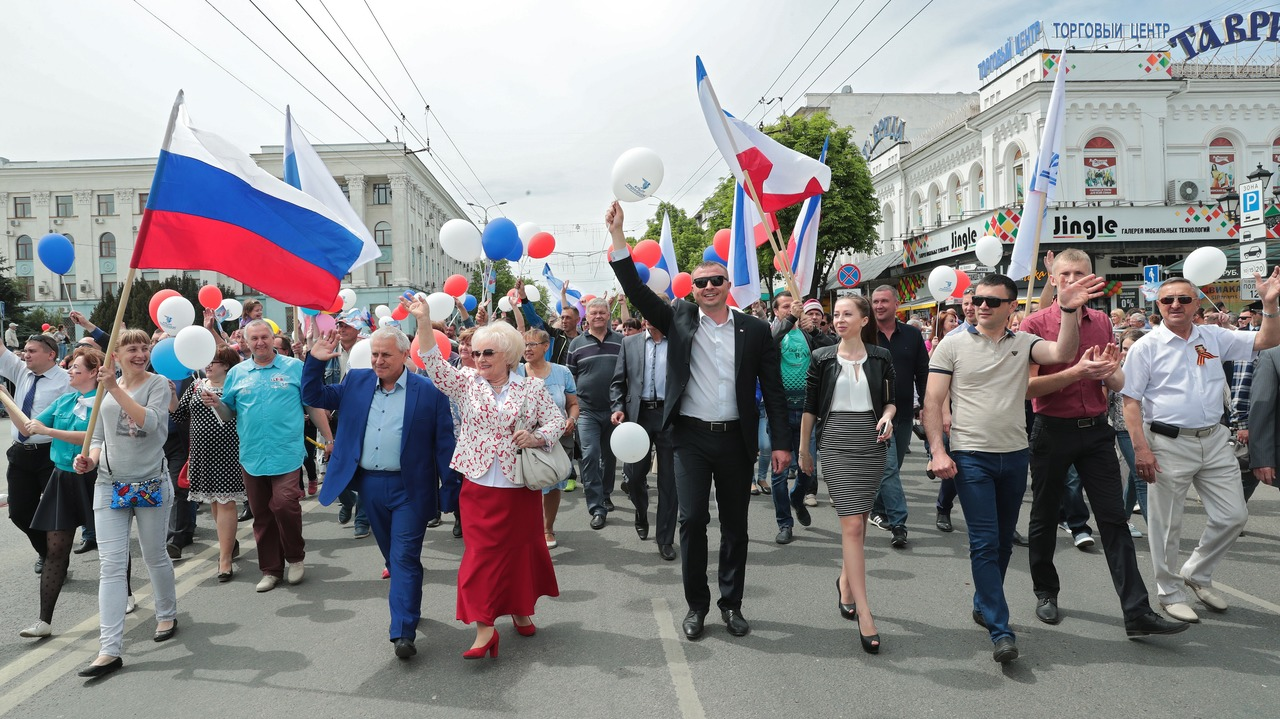
Diễu hành Ngày 1 tháng 5 tại Simferopol, 1 tháng 5 năm 2019.

Vào ngày 27 tháng 3, Đại hội đồng Liên Hợp Quốc thông qua nghị quyết không rằng buộc tuyên bố cuộc trưng cầu dân ý tại Krym và việc thay đổi tình trạng sau đó là không hợp lệ, với số phiếu 100/11, cùng 58 phiếu trắng và 24 đại biểu vắng mặt. Krym và Sevastopol chuyển sang Giờ Moskva lúc 10 giờ tối ngày 29 tháng 3.
Vào ngày 31 tháng 3, Nga đơn phương bãi bỏ Hiệp ước Kharkiv và Hiệp ước Phân chia về tình trạng và điều kiện của Hạm đội Biển Đen. Putin trích dẫn "việc Cộng hòa Krym và Sevastopol gia nhập Nga" và dẫn đến "chấm dứt trên thực tế các mối quan hệ cho thuê" là lý do ông bãi bỏ hiệp ước. Cùng ngày, ông ký một sắc lệnh chính thức phục hồi quyền lợi của người Tatar Krym từng bị trục xuất khỏi vùng đất của họ vào năm 1944, và các cộng đồng thiểu số Armenia, Đức, Hy Lạp và Bulgaria trong khu vực cũng từng bị Stalin ra lệnh thanh lọc vào những năm 1940.
Cũng vào ngày 31 tháng 3 năm 2014, Thủ tướng Dmitry Medvedev công bố một loạt chương trình nhằm nhanh chóng hợp nhất lãnh thổ Krym vào nền kinh tế và cơ sở hạ tầng của Nga. Medvedev tuyên bố thành lập một bộ mới phụ trách sự vụ Krym và ra lệnh cho các bộ trưởng hàng đầu của Nga cùng ông đưa ra kế hoạch phát triển Krym, khiến nó là ưu tiên hàng đầu của họ. Vào ngày 3 tháng 4 năm 2014, Cộng hòa Krym và thành phố Sevastopol trở thành một phần của Quân khu phía Nam của Nga. Vào ngày 7 tháng 5 năm 2015, Krym đổi hệ thống mã điện thoại của mình từ hệ thống số Ukraina sang hệ thống số Nga.
Vào ngày 11 tháng 4, Hiến pháp Cộng hòa Krym và Hiến chương Thành phố Sevastopol đã được cơ quan lập pháp tương ứng của họ thông qua, có hiệu lực vào ngày hôm sau, ngoài ra, các chủ thể liên bang mới cũng được liệt kê trong bản sửa đổi Hiến pháp Nga mới được công bố.
Vào ngày 14 tháng 4, Vladimir Putin thông báo rằng ông sẽ mở một tài khoản chỉ bằng đồng rúp với Ngân hàng Rossiya và sẽ biến họ thành ngân hàng chính tại Krym mới được sáp nhập, cũng như trao quyền phục vụ thanh toán trên thị trường điện bán buôn trị giá 36 tỷ USD của Nga-mang lại cho ngân hàng 112 triệu USD hàng năm chỉ từ phí hoa hồng.

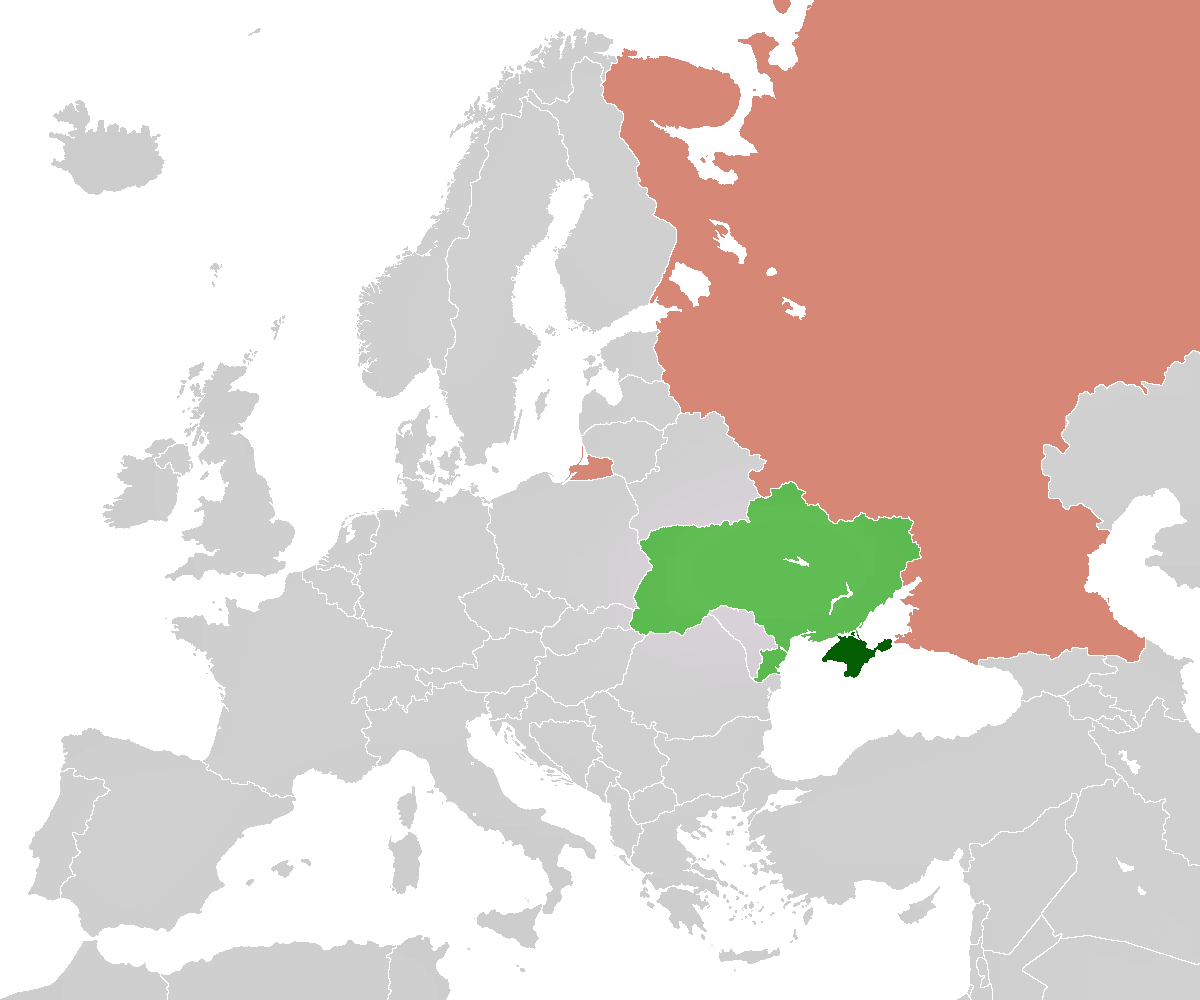
Krym (xanh đậm), phần còn lại của Ukraina (xanh nhạt) và Nga (đỏ nhạt) tại châu Âu

Nga rút lực lượng khỏi miền nam tỉnh Kherson vào tháng 12 năm 2014. Vào tháng 7 năm 2015, Thủ tướng Nga Dmitry Medvedev tuyên bố rằng Krym đã được hợp nhất hoàn toàn vào Nga. Cho đến năm 2016, những chủ thể mới này được nhóm lại thành Vùng Liên bang Krym.
Vào ngày 8 tháng 8 năm 2016, Ukraina báo cáo rằng Nga tăng cường hiện diện quân sự dọc theo đường phân giới. Ukraina đối phó bằng cách cũng triển khai thêm quân và nguồn lực gần ranh giới với Krym. Vào ngày 10 tháng 8, Nga tuyên bố hai quân nhân thiệt mạng trong cuộc đụng độ với lính biệt kích Ukraina và các quân nhân Ukraina đã bị bắt khi mang tổng cộng 40 kg thuốc nổ. Ukraine phủ nhận vụ việc xảy ra.
Các tường thuật của Nga cho rằng FSB của Nga bắt giữ "những kẻ phá hoại" và "những kẻ khủng bố Ukraina" gần Armiansk. Cuộc đấu súng sau đó khiến một sĩ quan FSB và một nghi phạm thiệt mạng. Một số cá nhân bị bắt giữ, trong đó có Yevhen Panov, người được các nguồn tin Nga mô tả là sĩ quan tình báo quân đội Ukraina và là thủ lĩnh của nhóm phá hoại. Nhóm này bị cáo buộc lên kế hoạch tấn công khủng bố vào cơ sở hạ tầng quan trọng tại Armiansk, Krym.
Truyền thông Ukraina đưa tin Panov là một quân nhân tình nguyện chiến đấu ở miền đông đất nước, tuy nhiên gần đây anh ta đã liên kết với một tổ chức từ thiện. Nga cũng tuyên bố rằng vụ xâm nhập biên giới được cáo buộc này đi kèm với "hỏa lực mạnh" từ lãnh thổ Ukraina, dẫn đến cái chết của một binh sĩ Nga. Chính phủ Ukraina gọi những cáo buộc của Nga là "hoài nghi" và "vô nghĩa" và lập luận rằng vì Krym là lãnh thổ của Ukraina nên chính Nga "đã hào phóng tài trợ và tích cực hỗ trợ chủ nghĩa khủng bố trên lãnh thổ Ukraina".

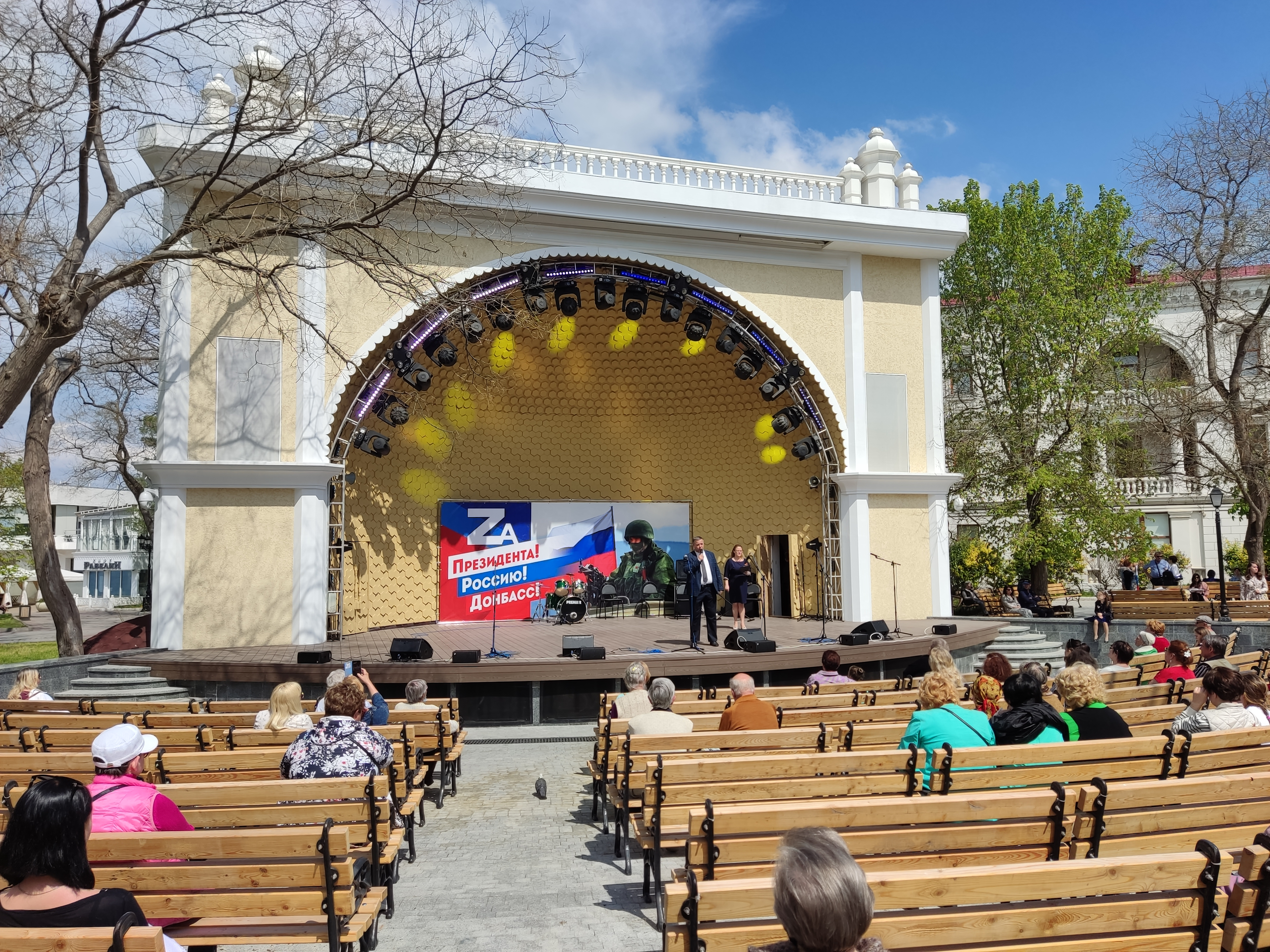
Một sự kiện tuyên truyền ủng hộ chiến tranh tại Sevastopol, ngày 29 tháng 4 năm 2022

Năm 2017, một cuộc khảo sát do Trung tâm Nghiên cứu Đông Âu và Quốc tế thực hiện cho thấy 85% số người không phải người Tatar Krym được hỏi tin rằng nếu cuộc trưng cầu dân ý được tổ chức lại thì nó sẽ dẫn đến kết quả tương tự hoặc "chỉ khác một chút". Krym hoàn toàn hợp nhất vào lĩnh vực truyền thông của Nga và hầu như không tồn tại mối liên hệ nào với phần còn lại của Ukraina.
Vào ngày 26 tháng 11 năm 2018, các nhà lập pháp trong Quốc hội Ukraina ủng hộ áp đảo việc áp dụng thiết quân luật dọc theo các khu vực ven biển của Ukraina và những vùng giáp biên giới với Nga để phản ứng trước việc Nga bắn và bắt giữ các tàu hải quân Ukraina gần bán đảo Krym một ngày trước đó. Tổng cộng có 276 nhà lập pháp tại Kyiv ủng hộ biện pháp này, có hiệu lực vào ngày 28 tháng 11 năm 2018 và kết thúc vào ngày 26 tháng 12.
Vào ngày 28 tháng 12 năm 2018, Nga hoàn thành hàng rào an ninh công nghệ cao đánh dấu biên giới trên thực tế giữa Krym và Ukraina. Vào năm 2021, Ukraina phát động Nền tảng Krym, một sáng kiến ngoại giao nhằm bảo vệ quyền lợi của người dân Krym và cuối cùng là đảo ngược việc sáp nhập Krym.

## Chuyển tiếp và hậu quả

### Ý nghĩa kinh tế
Ban đầu sau khi sáp nhập, mức lương tại Krym tăng lên, đặc biệt là lương của nhân viên chính phủ.  Tuy nhiên, điều này sớm bị bão hoà do giá cả tăng vì đồng rúp mất giá. Du lịch vốn là ngành kinh tế chính trước đây của Krym, nhưng nay đặc biệt bị ảnh hưởng, vào năm 2015 giảm 50% so với năm 2014. Sản lượng nông nghiệp của Krym cũng bị ảnh hưởng đáng kể do việc sáp nhập.  Ukraina cắt nguồn cung cấp nước qua kênh đào Bắc Krym, là nơi cung cấp 85% nước ngọt cho bán đảo, khiến vụ lúa năm 2014 thất bát và gây thiệt hại lớn cho cây ngô và đậu tương. Việc sáp nhập cũng có ảnh hưởng tiêu cực đến người Nga làm việc tại Ukraina và người Ukraina làm việc tại Nga.
Số lượng khách du lịch đến thăm Krym trong mùa 2014 thấp hơn so với những năm trước do sự kết hợp từ "các lệnh trừng phạt của phương Tây", sự phản đối về mặt đạo đức của người Ukraina, và người Nga gặp khó khăn khi đến đây. Chính phủ Nga cố gắng kích thích dòng khách du lịch bằng cách trợ cấp các kỳ nghỉ trên bán đảo cho trẻ em và công chức nhà nước từ khắp nước Nga chủ yếu là trong các khách sạn nhà nước. Vào năm 2015, tổng cộng có 3 triệu khách du lịch đến thăm Krym theo dữ liệu chính thức, trong khi trước khi sáp nhập thì con số này trung bình là khoảng 5,5 triệu. Sự thiếu hụt chủ yếu là do dòng khách du lịch từ Ukraina bị ngừng lại.  Các khách sạn và nhà hàng cũng gặp khó khăn trong việc tìm đủ lao động thời vụ, vì trong những năm trước họ hầu hết đến từ đại lục Ukraina. Khách du lịch đến các khách sạn nhà nước phàn nàn chủ yếu là về tiêu chuẩn phòng và cơ sở vật chất ở mức thấp, một số vẫn chưa được sửa chữa từ thời Liên Xô.
Theo tờ báo Đức Die Welt, việc sáp nhập Krym là bất lợi về mặt kinh tế đối với Liên bang Nga. Nga sẽ phải chi hàng tỷ euro mỗi năm để trả tiền lương và lương hưu. Hơn nữa, Nga sẽ phải thực hiện các dự án tốn kém để kết nối Krym với hệ thống cấp nước và điện của Nga vì Krym không có đường nối trên bộ với Nga và đến năm 2014 vẫn lấy nước, khí đốt và điện từ đại lục Ukraina. Điều này đòi hỏi phải xây dựng một cây cầu và một đường ống dẫn qua eo biển Kerch. Ngoài ra, một chuyên gia Ukraina nói với Die Welt rằng Krym "sẽ không thể thu hút khách du lịch".
Phó thứ trưởng thứ nhất của Bộ Tài chính Nga Tatyana Nesterenko nói rằng quyết định sáp nhập Krym là do riêng Vladimir Putin đưa ra, không có  tham vấn Bộ Tài chính Nga.
Báo kinh doanh Nga Kommersant bày tỏ quan điểm rằng Nga sẽ không thu được gì về mặt kinh tế từ việc "thêm vào" Krym, nơi có nền công nghiệp không phát triển lắm, chỉ có một vài nhà máy lớn  và tổng sản phẩm hàng năm của họ chỉ là 4 tỷ USD.  Tờ báo cũng nói rằng mọi thứ từ Nga sẽ phải được vận chuyển bằng đường biển, chi phí vận chuyển cao hơn sẽ dẫn đến giá cả mọi thứ cao hơn; và để tránh mức sống suy giảm thì Nga sẽ phải trợ cấp cho người dân Krym trong vài tháng. Tổng cộng, Kommersant ước tính chi phí sáp nhập Krym vào Nga là 30 tỷ USD trong thập kỷ tới, tức là 3 tỷ USD mỗi năm.
Các chuyên gia dầu mỏ phương Tây ước tính rằng việc Nga chiếm Krym giúp nước này kiểm soát một khu vực ở Biển Đen rộng gấp ba lần diện tích đất liền của bán đảo, khiến cho Nga tiếp cận được trữ lượng dầu khí có khả năng trị giá hàng nghìn tỷ đô la. Điều này cũng tước đi của Ukraina cơ hội độc lập về năng lượng. Việc Nga sáp nhập bán đảo có thể thay đổi lộ trình xây dựng đường ống South Stream, giúp Nga tiết kiệm tiền bạc, thời gian và giải quyết các thách thức về mặt kỹ thuật. Nó cũng sẽ cho phép Nga tránh xây dựng trong lãnh hải Thổ Nhĩ Kỳ, là điều cần thiết trong lộ trình ban đầu để tránh lãnh thổ Ukraina. Tuy nhiên, đường ống này sau đó bị hủy để chuyển sang TurkStream.

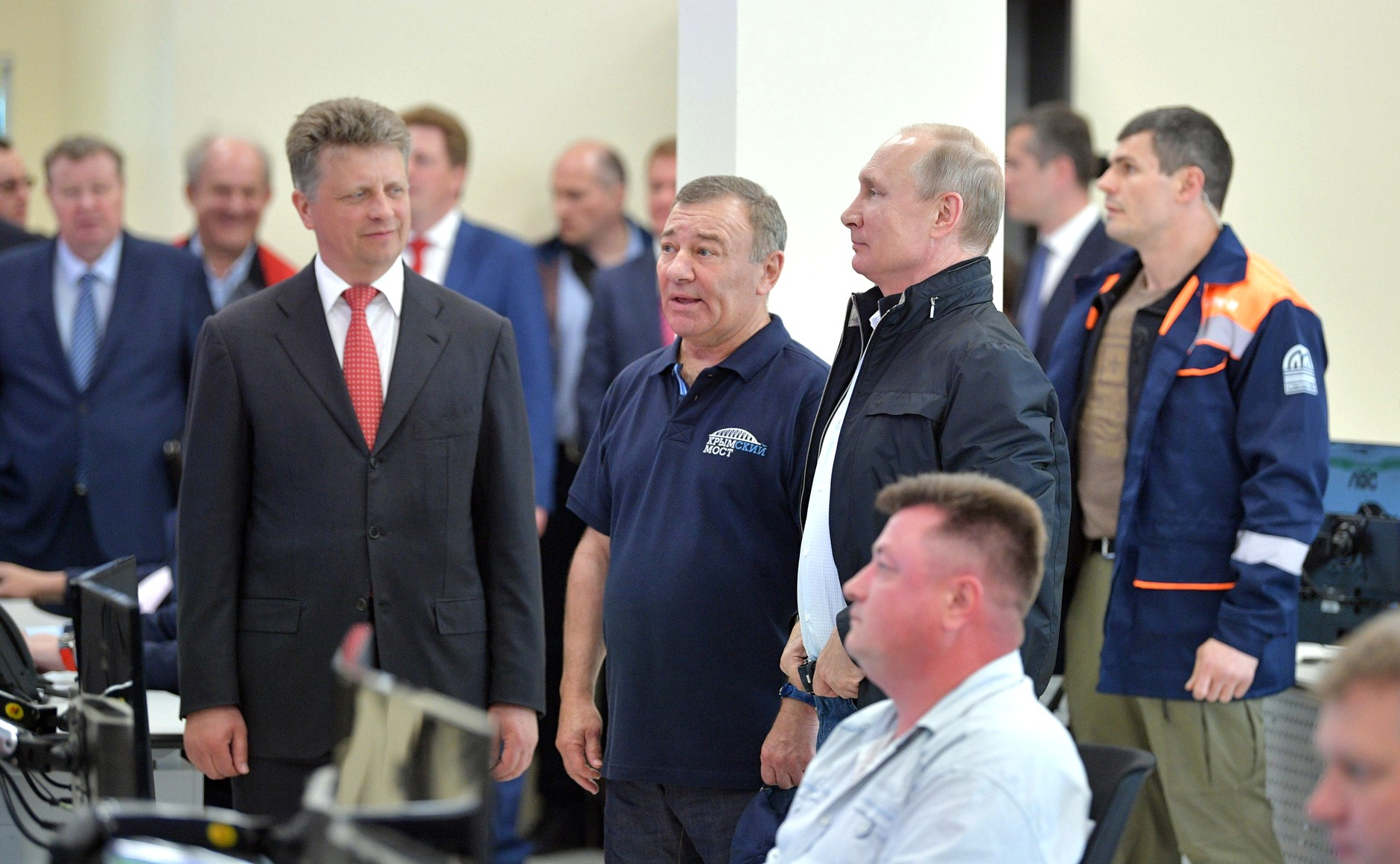
Vladimir Putin và người bạn thân thiết Arkady Rotenberg trước khi khai trương Cầu Krym vào tháng 5 năm 2018

Cục Dịch vụ Truyền thông Liên bang Nga (Roskomnadzor) cảnh báo về giai đoạn chuyển tiếp khi các nhà khai thác Nga phải thay đổi dung lượng đầu số và số thuê bao. Mã quốc gia sẽ được thay thế từ của Ukraina +380 thành của Nga +7.  Các số điện thoại tại Krym bắt đầu bằng đầu số 65, nhưng trong vùng mã quốc gia "7" thì đầu số 6 được trao cho Kazakhstan, nên đầu số của Krym phải thay đổi. Cơ quan quản lý đã chỉ định đầu số 869 cho Sevastopol và phần còn lại của bán đảo nhận được đầu số 365. Vào thời điểm thống nhất với Nga, các nhà khai thác điện thoại và cung cấp dịch vụ Internet tại Krym và Sevastopol được kết nối với thế giới bên ngoài thông qua lãnh thổ Ukraina. Bộ trưởng Truyền thông Nga Nikolai Nikiforov thông báo rằng mã bưu chính tại Krym sẽ có sáu chữ số: số 2 sẽ được thêm vào đầu số có năm chữ số hiện hữu.  Ví dụ: mã bưu chính Simferopol 95000 sẽ trở thành 295000.
Trong khu vực nay là biên giới giữa Krym và Ukraina, hồ nước mặn Syvash tạo thành biên giới tự nhiên, và trên phần đất còn lại có dây thép được dựng lên ở hai bên. Vào đầu tháng 6 năm đó Thủ tướng Dmitry Medvedev ký Nghị quyết Chính phủ số 961 thành lập các trạm kiểm soát đường không, đường biển, đường bộ và đường sắt. Các quyết định được thông qua đã tạo cơ sở pháp lý cho hoạt động của hệ thống trạm kiểm soát tại biên giới nhà nước Nga, tại Cộng hòa Krym và Sevastopol.
Vào năm sau khi sáp nhập, những người có vũ trang đã chiếm giữ nhiều cơ sở kinh doanh khác nhau tại Krym, bao gồm ngân hàng, khách sạn, nhà máy đóng tàu, trang trại, trạm xăng, tiệm bánh, một cơ sở sản xuất sữa và Xưởng phim Yalta. Truyền thông Nga ghi nhận xu hướng này là "quay trở lại thập niên 90", được cho là thời kỳ hỗn loạn và các băng đảng thống trị tại Nga.
Sau năm 2014, chính phủ Nga đầu tư rất nhiều vào cơ sở hạ tầng của bán đảo—sửa chữa đường sá, hiện đại hóa bệnh viện và xây dựng cầu Krym nối bán đảo với đại lục Nga. Việc phát triển các nguồn nước mới được thực hiện với những khó khăn rất lớn để thay thế các nguồn nước đã bị Ukraina đóng lại. Năm 2015, Ủy ban Điều tra Nga công bố một số vụ trộm cắp, tham nhũng trong các dự án cơ sở hạ tầng tại Krym; như chi tiêu vượt quá chi phí hạch toán thực tế. Một số quan chức Nga cũng bị bắt vì tham nhũng, trong đó có lãnh đạo cơ quan thanh tra thuế liên bang.
Theo số liệu chính thức của Ukraina vào tháng 2 năm 2016, sau khi Nga sáp nhập thì 10% nhân viên Cục An ninh Ukraina đã rời Krym; đi cùng với 6.000 trong số 20.300 người thuộc Lục quân Ukraina trước sáp nhập.
Do tình trạng chính trị Krym có tranh chấp, các nhà khai thác di động Nga tránh mở rộng hoạt động của họ sang Krym và tất cả các dịch vụ di động đều được cung cấp trên cơ sở "chuyển vùng nội bộ", gây ra tranh cãi đáng kể tại Nga. Tuy nhiên, các công ty viễn thông lập luận rằng việc mở rộng phạm vi phủ sóng tới Krym sẽ khiến họ có nguy cơ bị phương Tây trừng phạt và kết quả là họ sẽ mất quyền truy cập vào các thiết bị và phần mềm quan trọng, trong khi chúng không được sản xuất trong nước. 5 năm đầu chiếm đóng Krym khiến Nga tiêu tốn hơn 20 tỷ USD, gần bằng toàn bộ ngân sách giáo dục của Liên bang Nga trong 2 năm.

### Tình hình nhân quyền
Theo Liên Hợp Quốc và nhiều tổ chức phi chính phủ, Nga phải chịu trách nhiệm về nhiều hành vi lạm dụng nhân quyền, bao gồm tra tấn, giam giữ tùy tiện, cưỡng bức mất tích và các trường hợp phân biệt đối xử, bao gồm bức hại người Tatar Krym tại Krym kể từ khi sáp nhập bất hợp pháp. Văn phòng Nhân quyền Liên Hợp Quốc ghi nhận nhiều hành vi vi phạm nhân quyền tại Krym,  lưu ý rằng người Tatar Krym thiểu số bị ảnh hưởng không tương xứng. Vào tháng 12 năm 2016, Đại hội đồng Liên Hợp Quốc bỏ phiếu về một nghị quyết về nhân quyền tại Krym bị chiếm đóng. Nghị quyết kêu gọi Liên bang Nga "thực hiện tất cả các biện pháp cần thiết để chấm dứt ngay lập tức mọi hành vi lạm dụng đối với cư dân Krym". Nghị quyết cũng kêu gọi Nga "ngay lập tức trả tự do cho những công dân Ukraina bị giam giữ và xét xử bất hợp pháp".
Sau khi sáp nhập, giới cầm quyền Nga cấm các tổ chức của người Tatar Krym, đưa ra cáo buộc hình sự đối với các nhà lãnh đạo và nhà báo của người Tatar, đồng thời nhắm vào người dân Tatar. Hội đồng Đại Tây Dương mô tả đây là hành vi trừng phạt tập thể, và do đó là tội ác chiến tranh bị cấm theo luật nhân đạo quốc tế và công ước Genève. Vào tháng 3 năm 2014, Human Rights Watch đưa tin rằng các nhà hoạt động và nhà báo ủng hộ Ukraina bị các nhóm "tự vệ" tấn công, bắt cóc và tra tấn. Một số người Krym đơn giản là "biến mất" không lời giải thích.
Vào ngày 9 tháng 5 năm 2014, sửa đổi mới "chống chủ nghĩa cực đoan" của Bộ luật hình sự Nga có hiệu lực. Điều 280.1 xác định tội kích động vi phạm toàn vẹn lãnh thổ của Liên bang Nga (bao gồm  kêu gọi ly khai Krym khỏi Nga) là một tội hình sự tại Nga, có thể bị phạt 300 nghìn rúp hoặc phạt tù tới 3 năm. Nếu những tuyên bố như vậy được đưa ra trên phương tiện truyền thông đại chúng hoặc internet, hình phạt có thể là lao động bắt buộc lên tới 480 giờ hoặc phạt tù lên tới 5 năm.
Theo một báo cáo của Hội đồng Nhân quyền và Xã hội Dân sự của Tổng thống Nga, những người Tatar phản đối sự cai trị của Nga đã bị đàn áp, luật pháp Nga đã được áp đặt để hạn chế quyền tự do ngôn luận và chính quyền mới của Nga "thanh lý" Giáo hội Chính thống giáo-Thượng Phụ Kyiv trên bán đảo. Đài truyền hình Tatar Krym cũng bị chính quyền Nga đóng cửa.

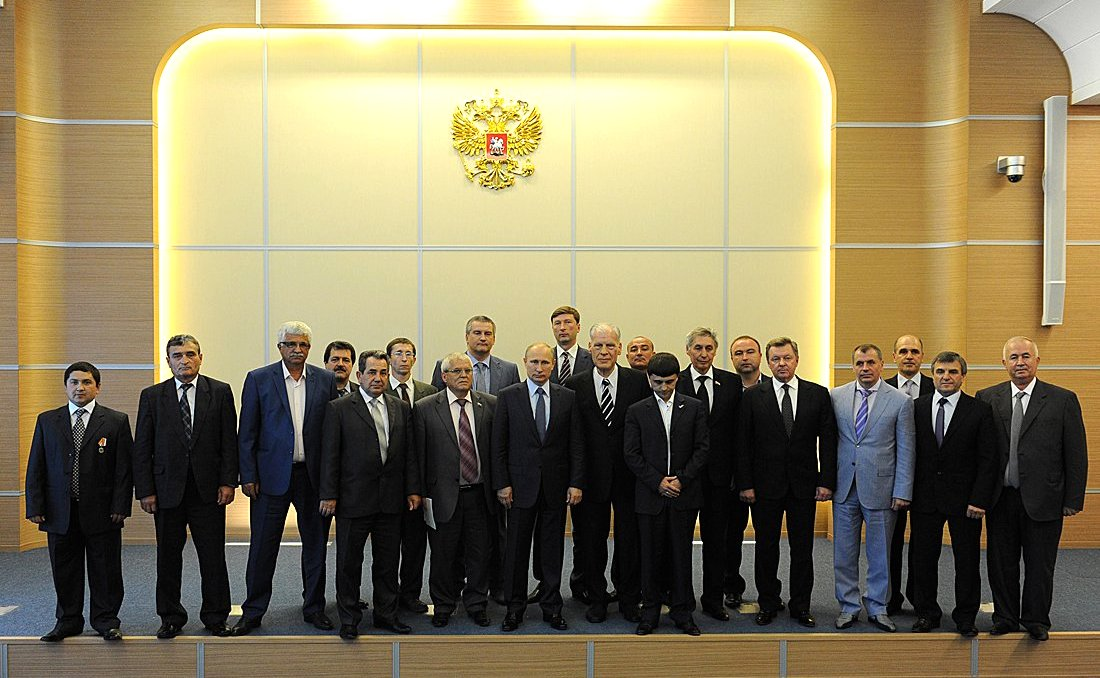
Tổng thống Nga Putin gặp đại diện của người Tatar Krym, ngày 16 tháng 5 năm 2014

Vào ngày 16 tháng 5, chính quyền mới của Nga tại Krym ban hành lệnh cấm tổ chức các lễ kỷ niệm hàng năm về sự kiện trục xuất người Tatar Krym năm 1944, với lý do là "có khả năng bị những kẻ cực đoan khiêu khích". Trước đây, khi Krym còn nằm dưới quyền kiểm soát của Ukraina, những lễ tưởng niệm này diễn ra hàng năm. Chính quyền Krym do Nga dựng lên cũng cấm cựu Chủ tịch Mejlis của người Tatar Krym là Mustafa Dzhemilev được vào Krym. Ngoài ra, Mejlis đưa tin rằng các sĩ quan Tổng cục An ninh Liên bang Nga (FSB) của Nga đột kích vào các ngôi nhà của người Tatar trong cùng tuần, với lý do "nghi ngờ về hoạt động khủng bố". Cộng đồng Tatar cuối cùng tổ chức các cuộc tập hợp kỷ niệm bất chấp lệnh cấm. Đáp lại, chính quyền Nga điều máy bay trực thăng bay qua các cuộc tụ tập nhằm ngăn cản họ.
Vào tháng 5 năm 2015, một nhà hoạt động địa phương là Alexander Kostenko bị kết án bốn năm tù giam.  Luật sư của ông là Dmitry Sotnikov nói rằng vụ án là bịa đặt và thân chủ của ông bị đánh đập và bỏ đói. Công tố viên Krym Natalia Poklonskaya cáo buộc Kostenko thực hiện các cử chỉ quốc xã trong các cuộc biểu tình Maidan, và rằng họ đang phán xét "không chỉ [Kostenko], mà còn cả ý tưởng về chủ nghĩa phát xít và chủ nghĩa quốc xã, vốn đang cố gắng ngóc đầu lên một lần nữa". Vào tháng 6 năm 2015, Razom công bố một báo cáo tổng hợp các vi phạm nhân quyền tại Krym. Trong báo cáo thường niên năm 2016, Hội đồng Châu Âu không đề cập đến vi phạm nhân quyền tại Krym vì Nga không cho phép các giám sát viên của họ vào khu vực này.
Vào tháng 2 năm 2016, nhà bảo vệ nhân quyền Emir-Usein Kuku từ Krym bị bắt giữ và bị cáo buộc là thành viên của tổ chức Hồi giáo Hizb ut-Tahrir, nhưng ông phủ nhận mọi liên quan đến tổ chức này. Tổ chức Ân xá Quốc tế kêu gọi thả ông ngay lập tức. Vào ngày 24 tháng 5 năm 2016, cựu thành viên của Hội đồng thị trấn Bakhchysarai Ervin Ibragimov bị mất tích, ông cũng là thành viên của Đại hội thế giới người Tatar Krym. Đoạn phim từ camera cho thấy Ibragimov bị một nhóm đàn ông chặn lại và bị ép lên xe của họ. Theo Nhóm bảo vệ nhân quyền Kharkiv thì chính quyền Nga từ chối điều tra vụ mất tích của Ibragimov.
Vào tháng 5 năm 2018, người sáng lập và điều phối viên của phong trào nhân quyền Đoàn kết Krym là  Server Mustafayev bị chính quyền Nga bỏ tù và bị buộc tội "thành viên của một tổ chức khủng bố".  Tổ chức Ân xá Quốc tế và Những người bảo vệ tiền tuyến yêu cầu thả ông ngay lập tức. Vào ngày 12 tháng 6 năm 2018, Ukraina gửi bản ghi nhớ nặng khoảng 90 kg, bao gồm 17.500 trang văn bản trong 29 tập tới Tòa án Công lý Quốc tế của Liên Hợp Quốc "về phân biệt chủng tộc của chính quyền Nga tại Krym bị chiếm đóng và tài trợ nhà nước cho chủ nghĩa khủng bố của Liên bang Nga tại Donbas".
Từ năm 2015 đến 2019, hơn 134.000 người sống tại Krym nộp đơn xin và được cấp hộ chiếu Ukraina.

### Dư luận Krym

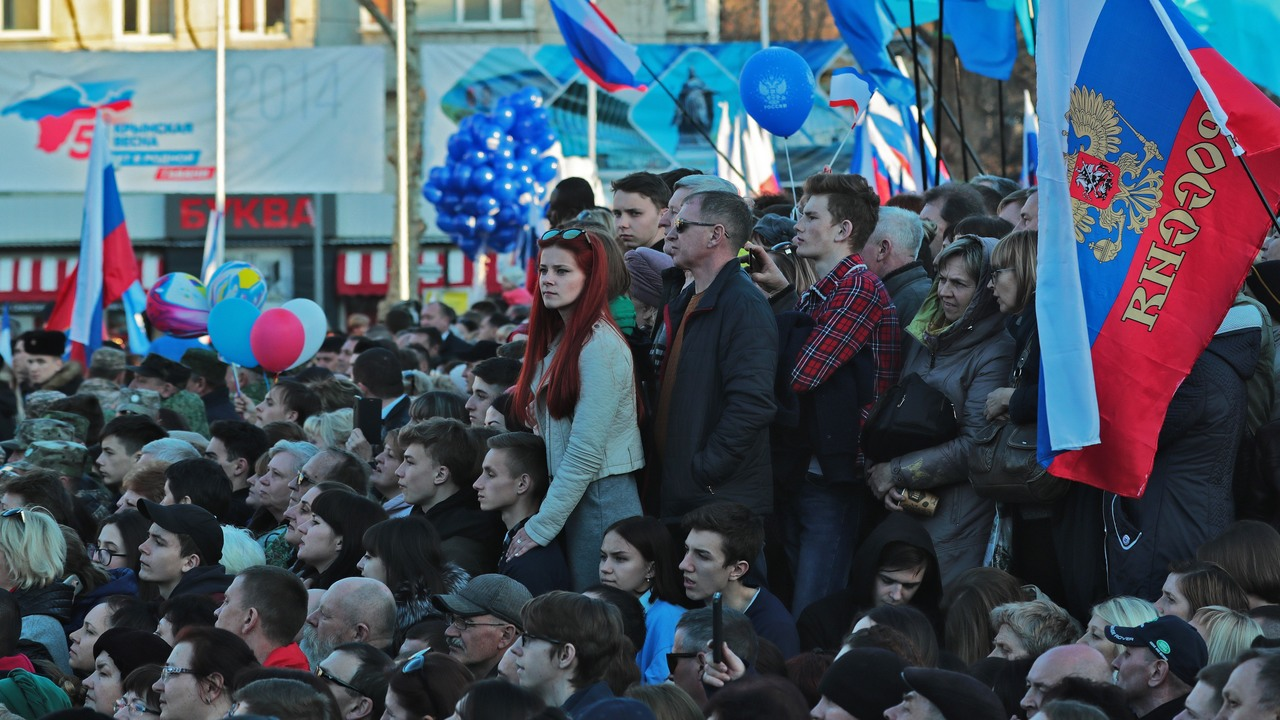
Buổi hòa nhạc kỷ niệm 5 năm sáp nhập tại Simferopol, ngày 18 tháng 3 năm 2019

Trước khi Nga chiếm đóng, tỷ lệ ủng hộ gia nhập Nga là 23% trong cuộc thăm dò năm 2013, giảm từ 33% vào năm 2011. Một cuộc khảo sát chung của cơ quan chính phủ Hoa Kỳ Ban Thống đốc phát thanh truyền hình BBG và công ty thăm dò ý kiến Gallup được thực hiện vào tháng 4 năm 2014. Họ đã thăm dò ý kiến của 500 cư dân Krym, khảo sát cho thấy 82,8% số người được hỏi tin rằng kết quả của cuộc trưng cầu dân ý về tình trạng Krym phản ánh quan điểm của hầu hết người dân Krym, trong khi 6,7% nói rằng không phải vậy. 73,9% số người được hỏi nói rằng họ nghĩ việc sáp nhập sẽ có tác động tích cực đến cuộc sống của họ, trong khi 5,5% nói rằng không, 13,6% cho biết họ không biết.
Một cuộc thăm dò toàn diện được công bố vào ngày 8 tháng 5 năm 2014 bởi Trung tâm Nghiên cứu Pew khảo sát ý kiến địa phương về việc sáp nhập, theo đó 91% người Krym được thăm dò ý kiến cho rằng cuộc bỏ phiếu là tự do và công bằng, và 88% nói rằng chính phủ Ukraina nên công nhận kết quả.
Trong một cuộc khảo sát do công ty Nga FOM thực hiện vào năm 2019, 72% cư dân Krym được khảo sát cho biết cuộc sống của họ được cải thiện kể từ khi sáp nhập. Đồng thời, chỉ có 39% người Nga sống tại đại lục Nga cho biết việc sáp nhập có lợi cho cả nước, đánh dấu mức giảm đáng kể so với mức 67% vào năm 2015.
Trong khi chính phủ Nga tích cực trích dẫn các cuộc thăm dò dư luận địa phương để lập luận rằng việc sáp nhập là hợp pháp (tức là được người dân trên vùng lãnh thổ đó ủng hộ), một số tác giả cảnh báo không nên sử dụng các cuộc khảo sát liên quan đến danh tính và sự ủng hộ cho việc sáp nhập được tiến hành trong "môi trường chính trị áp bức" tại Krym do Nga nắm giữ.

## Phản ứng của Ukraina
Ngay sau khi hiệp ước gia nhập được ký vào tháng 3, Bộ Ngoại giao Ukraina triệu tập người ủy nhiệm lâm thời của Nga tại Ukraina để trình công hàm  phản đối việc Nga công nhận Cộng hòa Krym và việc sáp nhập sau đó. Hai ngày sau, Verkhovna Rada lên án hiệp ước và gọi hành động của Nga là "vi phạm trắng trợn luật pháp quốc tế".  Rada kêu gọi cộng đồng quốc tế tránh công nhận "cái gọi là Cộng hòa Krym" hoặc việc Nga sáp nhập Krym và Sevastopol thành chủ thể liên bang mới.
Vào ngày 15 tháng 4 năm 2014, Verkhovna Rada tuyên bố Cộng hòa tự trị Krym và Sevastopol nằm dưới sự "chiếm đóng tạm thời" của quân đội Nga và áp đặt hạn chế đi lại đối với người Ukraina đến thăm Krym. Các vùng lãnh thổ cũng được coi là "các bộ phận không thể chuyển nhượng của Ukraina" theo luật pháp Ukraina. Luật đặc biệt được Rada thông qua đã hạn chế việc di chuyển của công dân nước ngoài đến và đi từ bán đảo Krym và cấm một số loại hình kinh doanh. Luật cũng cấm hoạt động của các cơ quan chính phủ được thành lập mà vi phạm luật pháp Ukraina và xác định hành vi của họ là vô hiệu.

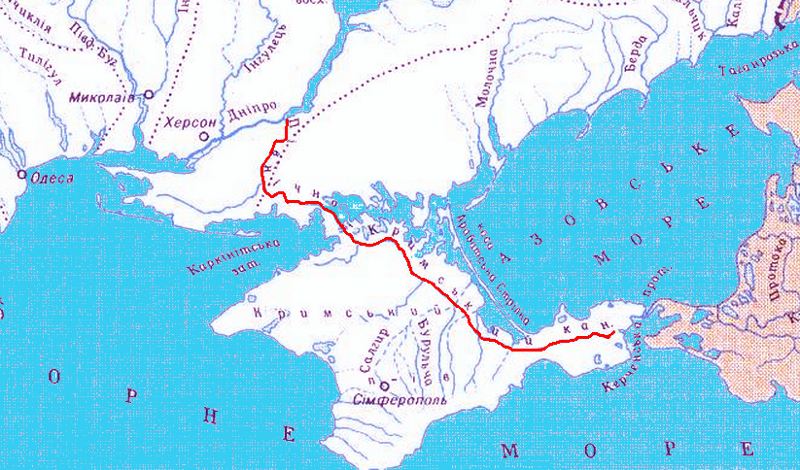
Sau khi Nga sáp nhập Krym, Ukraina chặn Kênh đào Bắc Krym, nó cung cấp 85% lượng nước ngọt của Krym.

Chính quyền Ukraina giảm đáng kể lượng nước chảy vào Krym qua Kênh đào Bắc Krym do khoản nợ khổng lồ về nước được cấp trong năm trước, đe dọa khả năng tồn tại của cây nông nghiệp trên bán đảo, vốn dĩ phụ thuộc nhiều vào thủy lợi. Hội đồng Phát thanh và Truyền hình Quốc gia Ukraina chỉ thị cho tất cả các nhà khai thác cáp vào ngày 11 tháng 3 năm 2014 ngừng truyền tiếp một số kênh của Nga, bao gồm các phiên bản quốc tế của các đài chính do nhà nước kiểm soát, Rossiya-1, Kênh Một và NTV, cũng như kênh tin tức Rossiya-24.
Vào tháng 3 năm 2014, các nhà hoạt động bắt đầu tổ chức flash mob tại các siêu thị để kêu gọi khách hàng không mua hàng Nga và tẩy chay trạm xăng, ngân hàng và buổi hòa nhạc của Nga. Vào tháng 4 năm 2014, một số rạp chiếu phim tại Kyiv, Lviv và Odesa đã bắt đầu xa lánh phim Nga. Vào ngày 2 tháng 12 năm 2014, Ukraina thành lập Bộ Chính sách Thông tin, một trong những mục tiêu của bộ này là, để chống lại "xâm lược thông tin của Nga". Vào tháng 12 năm 2014, Ukraina dừng tất cả các dịch vụ xe lửa và xe buýt đến Krym.
Vào ngày 16 tháng 9 năm 2015, Quốc hội Ukraina bỏ phiếu thông qua luật ấn định ngày 20 tháng 2 năm 2014 là ngày chính thức Nga chiếm đóng tạm thời bán đảo Krym. Vào ngày 7 tháng 10 năm 2015, Tổng thống Ukraina ký thành luật. Bộ Lãnh thổ tạm thời bị chiếm đóng được chính phủ Ukraina thành lập vào ngày 20 tháng 4 năm 2016, để quản lý các bộ phận bị chiếm đóng của các khu vực Donetsk, Luhansk và Krym, bị ảnh hưởng do Nga can thiệp quân sự vào năm 2014. Đến năm 2015, số người phải sơ tán đăng ký tại Ukraina vì chạy trốn khỏi Krym do Nga chiếm đóng là 50.000.

## Phản ứng của Nga

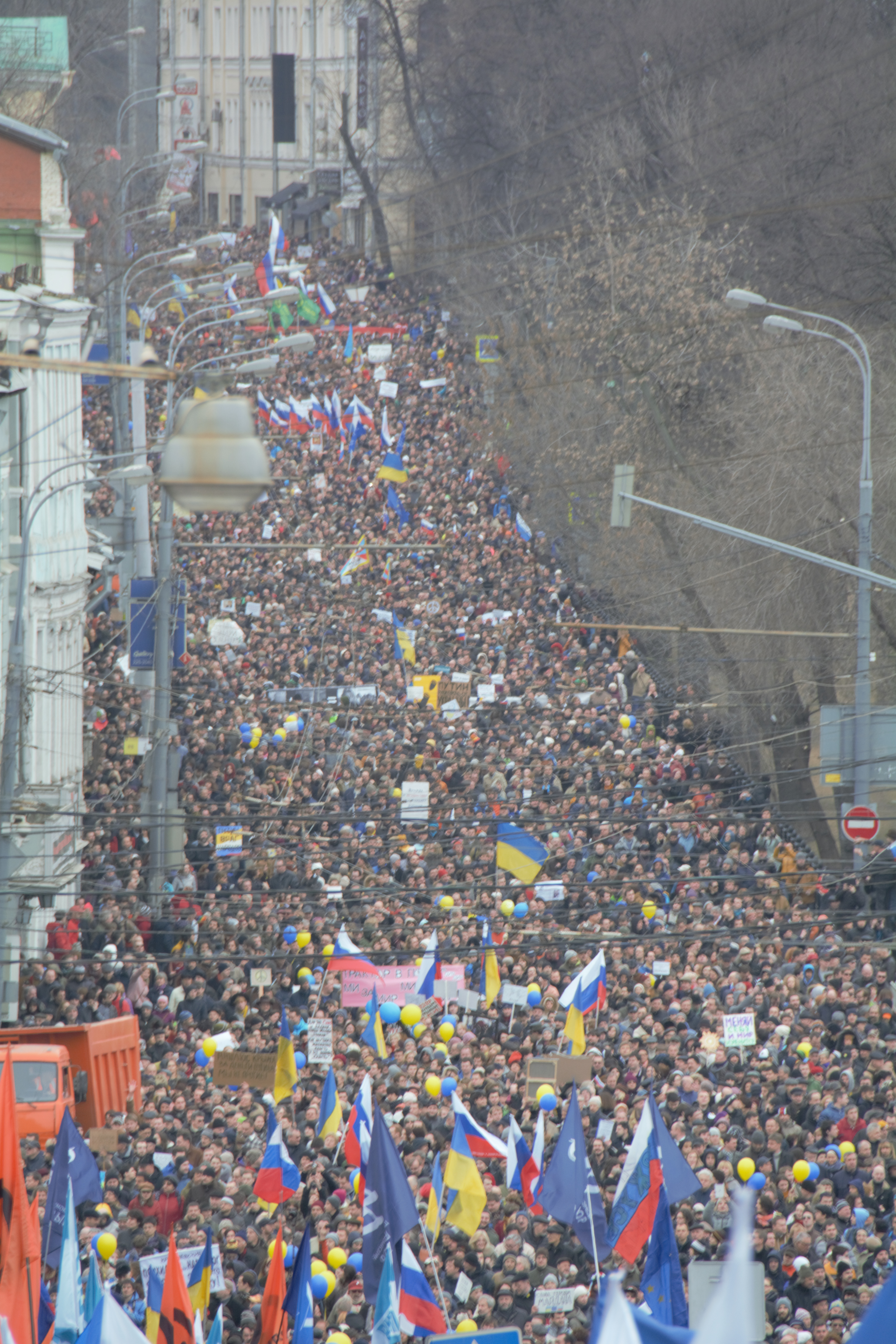
Ít nhất 30.000 người tham gia cuộc biểu tình ngày 15 tháng 3, được đặt tên là Tháng ba hòa bình, diễn ra tại Moskva một ngày trước cuộc trưng cầu dân ý tại Krym.

Trong một cuộc thăm dò được Trung tâm nghiên cứu dư luận xã hội Nga thuộc sở hữu nhà nước công bố vào ngày 24 tháng 2 năm 2014, chỉ 15% số người Nga được thăm dò nói 'có' với câu hỏi: "Nga có nên phản ứng trước việc lật đổ chính quyền được bầu cử hợp pháp tại Ukraina hay không?."
Ủy ban Duma Quốc gia về các vấn đề Cộng đồng các Quốc gia Độc lập, đứng đầu là Leonid Slutsky, đến thăm Simferopol vào ngày 25 tháng 2 năm 2014 và nói: "Nếu nghị viện của Krym tự trị hoặc cư dân nơi đây bày tỏ mong muốn gia nhập Liên bang Nga, Nga sẽ sẵn sàng xem xét loại đơn đăng ký này. Chúng tôi sẽ kiểm tra tình hình và thực hiện thật nhanh chóng". Họ cũng tuyên bố rằng trong trường hợp trưng cầu dân ý để khu vực Krym gia nhập Liên bang Nga, họ sẽ xem xét kết quả của nó "rất nhanh". Sau đó, Slutsky thông báo rằng ông bị báo chí Krym hiểu lầm và chưa có quyết định nào được đưa ra liên quan đến việc đơn giản hóa quy trình cấp quốc tịch Nga cho người dân Krym. Vào ngày 25 tháng 2, trong một cuộc gặp với các chính trị gia Krym, ông tuyên bố rằng Viktor Yanukovych vẫn là tổng thống hợp pháp của Ukraina. Cùng ngày hôm đó, Duma Nga tuyên bố đang xác định các biện pháp để những người Nga tại Ukraina "không muốn tách khỏi Thế giới Nga" có thể nhập quốc tịch Nga.
Vào ngày 26 tháng 2, Tổng thống Nga Vladimir Putin ra lệnh cho Lực lượng vũ trang Nga "đặt trong tình trạng báo động tại Quân khu phía Tây". Bất chấp suy đoán của giới truyền thông rằng đây là phản ứng trước các sự kiện tại Ukraina, Bộ trưởng Quốc phòng Sergei Shoigu cho biết đó là vì những lý do riêng biệt. Vào ngày 27 tháng 2 năm 2014, chính phủ Nga bác bỏ cáo buộc rằng họ vi phạm các thỏa thuận cơ bản liên quan đến Hạm đội Biển Đen: "Mọi hoạt động di chuyển của xe bọc thép đều được thực hiện khi tuân thủ đầy đủ các thỏa thuận cơ bản và không yêu cầu bất kỳ sự chấp thuận nào." Vào ngày 27 tháng 2, các cơ quan quản lý của Nga trình bày dự án luật mới về cấp quyền công dân.
Bộ Ngoại giao Nga kêu gọi phương Tây và đặc biệt là NATO "từ bỏ những tuyên bố khiêu khích và tôn trọng tình trạng trung lập của Ukraina". Trong tuyên bố của mình, Bộ tuyên bố rằng thỏa thuận giải quyết khủng hoảng được ký vào ngày 21 tháng 2 và có sự chứng kiến của các bộ ngoại giao Đức, Ba Lan và Pháp, đến nay vẫn chưa được thực hiện (Vladimir Lukin từ Nga đã không ký nó).
Vào ngày 28 tháng 2, theo ITAR-TASS, Bộ Giao thông vận tải Nga ngừng các cuộc đàm phán tiếp theo với Ukraina liên quan đến dự án cầu Krym. Tuy nhiên, vào ngày 3 tháng 3 Dmitry Medvedev ký nghị định thành lập một công ty con của Xa lộ Nga (Avtodor) để xây dựng cầu qua eo biển Kerch.
Trên mạng xã hội Nga rộ lên phong trào tập hợp tình nguyện viên từng phục vụ trong quân đội Nga để sang Ukraina.
Vào ngày 28 tháng 2, Tổng thống Putin tuyên bố trong các cuộc điện đàm với các nhà lãnh đạo chủ chốt của EU rằng "việc không cho phép bạo lực leo thang thêm nữa là vô cùng quan trọng và sự cần thiết phải nhanh chóng bình thường hóa tình hình ở Ukraina". Ngay vào ngày 19 tháng 2, Bộ Ngoại giao Nga đã gọi cuộc cách mạng Euromaidan là "Cuộc cách mạng nâu".
Tại Moskva vào ngày 2 tháng 3, ước tính có khoảng 27.000 người đã tập hợp ủng hộ quyết định của chính phủ Nga can thiệp vào Ukraina. Các cuộc tập hợp nhận được sự quan tâm đáng kể trên truyền hình nhà nước Nga và được chính phủ chính thức phê duyệt.

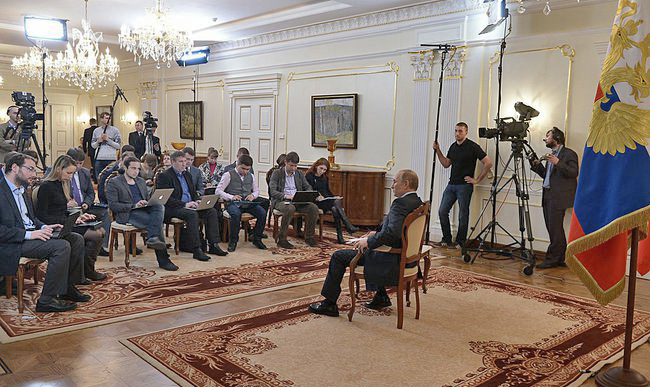
Tổng thống Nga Vladimir Putin (ngồi, ở giữa) phát biểu trước báo chí vào ngày 4 tháng 3 năm 2014, tố cáo Cách mạng Nhân phẩm là một "cuộc đảo chính vi hiến" và nhấn mạnh rằng Moskva có quyền bảo vệ người Nga tại Ukraina.

Theo một cuộc thăm dò do Trung tâm Nghiên cứu Ý kiến Công chúng toàn Nga thực hiện được phát hành vào ngày 19 tháng 3, tỷ lệ tán thành với Tổng thống Putin trong công chúng Nga tăng gần 10% kể từ khi cuộc khủng hoảng bắt đầu, lên tới 71,6%, cao nhất trong ba năm. Ngoài ra, cuộc thăm dò tương tự cho thấy hơn 90% người Nga ủng hộ việc thống nhất với Cộng hòa Krym.
Vào ngày 4 tháng 3, tại cuộc họp báo ở Novo-Ogaryovo, Tổng thống Putin bày tỏ quan điểm của mình về tình hình rằng nếu một cuộc cách mạng diễn ra tại Ukraina, đó sẽ là một quốc gia mới mà Nga chưa ký kết bất kỳ hiệp ước nào. Ông đưa ra một sự tương tự với các sự kiện năm 1917 tại Nga, khi kết quả của cuộc cách mạng là Đế quốc Nga tan rã và một nhà nước mới được thành lập. Tuy nhiên, ông tuyên bố Ukraina vẫn sẽ phải thanh toán các khoản nợ của mình.

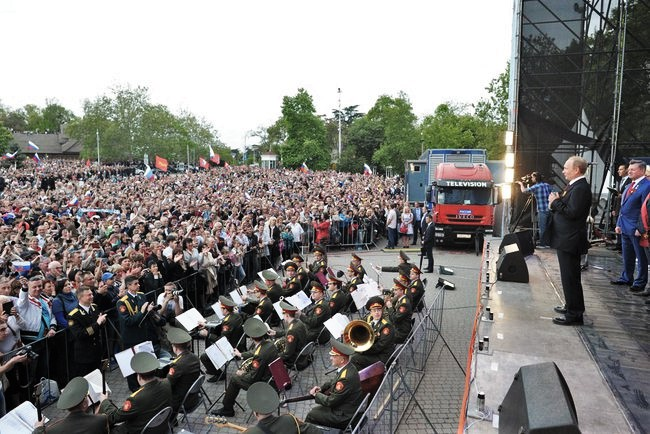
Khoảng 100.000 người tập trung tại Sevastopol trong cuộc duyệt binh Ngày Chiến thắng

Các chính trị gia Nga suy đoán rằng đã có 143.000 người tị nạn Ukraina tại Nga. Bộ Ngoại giao Ukraina bác bỏ những tuyên bố về việc gia tăng người tị nạn tại Nga. Tại cuộc họp giao ban ngày 4 tháng 3 năm 2014, Vụ trưởng vụ Chính sách thông tin của Bộ Ngoại giao Ukraina Yevhen Perebiynis nói rằng Nga thông tin sai cho công dân của mình cũng như toàn bộ cộng đồng quốc tế để biện minh cho hành động của họ tại Krym.
Nhà bất đồng chính kiến nổi tiếng Mikhail Khodorkovsky nói rằng Krym nên ở trong Ukraina với quyền tự trị rộng rãi hơn.
Tatarstan, một nước cộng hòa của Nga có người Tatar Volga cư trú, đã tìm cách giảm bớt những lo ngại về cách Nga đối xử với người Tatar, vì Tatarstan là một nước cộng hòa giàu khí đốt và thành công về kinh tế tại Nga. Vào ngày 5 tháng 3, Tổng thống Tatarstan Rustam Minnikhanov ký một thỏa thuận về hợp tác giữa Tatarstan và chính phủ Aksyonov tại Krym. Mufti của Tatarstan Kamil Samigullin mời người Tatar Krym đến học tại các madrasa ở Kazan, và tuyên bố ủng hộ "những người anh em trong đức tin và huyết thống" của họ.

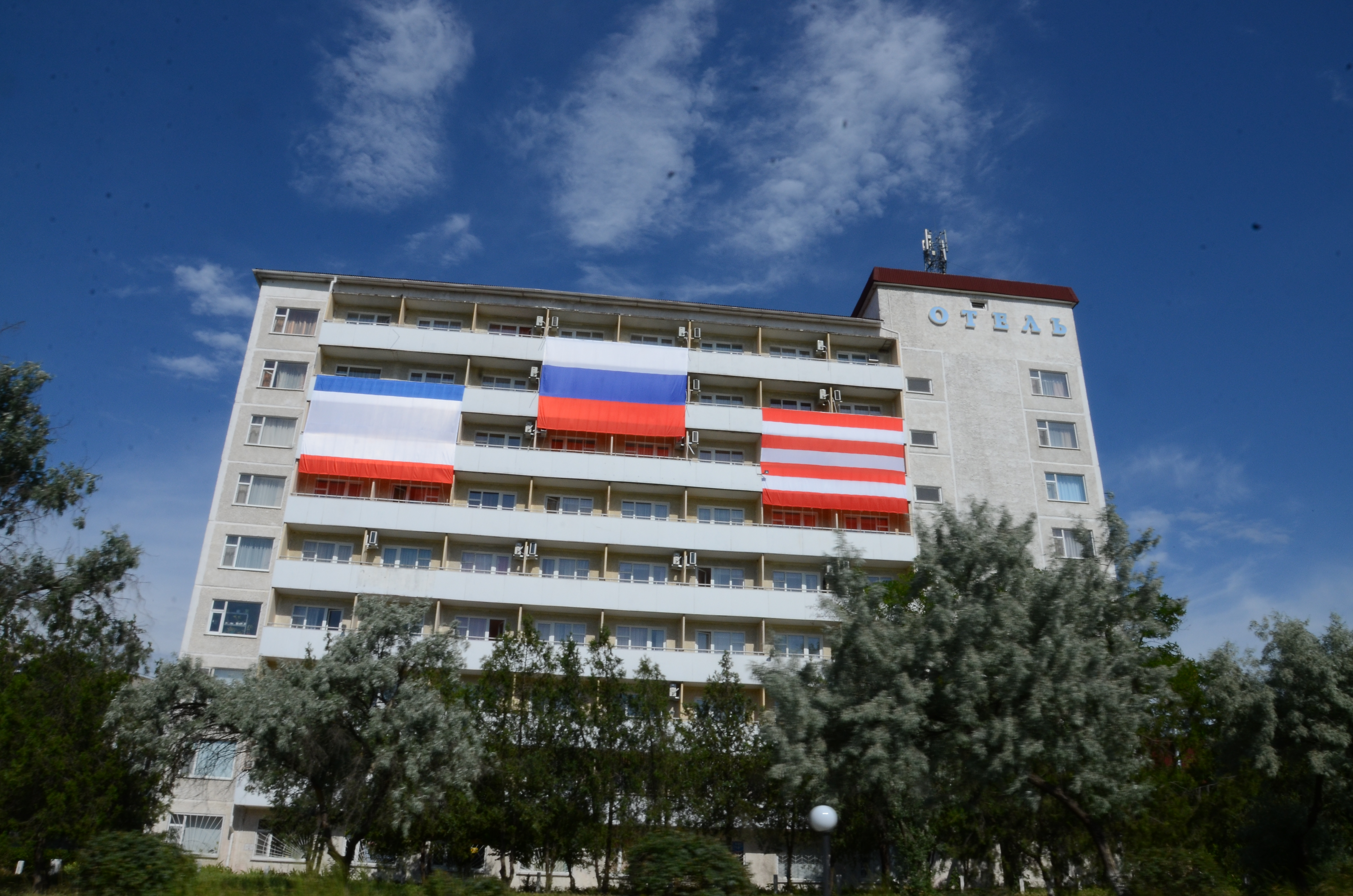
Khách sạn tại Kerch, Krym, 2015

Vào ngày 15 tháng 3, hàng nghìn người biểu tình (ước tính từ 3.000 theo các nguồn chính thức lên đến 50.000 theo tuyên bố của phe đối lập) tại Moskva đã tuần hành phản đối sự can dự của Nga vào Ukraina và nhiều người vẫy quốc kỳ Ukraina. Cùng lúc đó, một cuộc biểu tình ủng hộ chính phủ (và ủng hộ trưng cầu dân ý) diễn ra trên đường phố, lên tới hàng nghìn người (các quan chức tuyên bố 27.000 và phe đối lập tuyên bố khoảng 10.000).
Vào tháng 2 năm 2015, tờ báo độc lập hàng đầu của Nga Novaya Gazeta thu được tài liệu, được cho là do nhà tài phiệt Konstantin Malofeev và những người khác viết, nhằm cung cấp cho chính phủ Nga một chiến lược trong trường hợp Viktor Yanukovych bị loại khỏi quyền lực và Ukraina bị tan rã, những điều được cho là có thể xảy ra. Các tài liệu phác thảo kế hoạch sáp nhập Krym và các phần phía đông của đất nước này, mô tả chặt chẽ các sự kiện thực sự diễn ra sau khi Yanukovych mất quyền lực. Các tài liệu cũng mô tả kế hoạch cho một chiến dịch quan hệ công chúng nhằm tìm cách biện minh cho hành động của Nga.
Vào tháng 6 năm 2015, cựu Thủ tướng Nga Mikhail Kasyanov tuyên bố rằng tất cả các quyết định của Duma Nga về việc sáp nhập Krym là bất hợp pháp theo quan điểm quốc tế và việc sáp nhập bị kích động bởi những cáo buộc sai trái về sự phân biệt đối xử của công dân Nga tại Ukraina.

## Phản ứng quốc tế

Phản ứng quốc tế đối với cuộc khủng hoảng Krym năm 2014 theo tuyên bố chính thức của chính phủ. (Note: Nếu một quan điểm chính thức có thể được sắp xếp theo nhiều loại thì lập trường "mạnh nhất" sẽ được đánh dấu (từ "kêu gọi giải pháp hòa bình" đến "giải thích là can thiệp quân sự"). Để biết nguồn, hãy xem mô tả hình ảnh.)
Lên án hành động của Nga là can thiệp hoặc xâm chiếm quân sự
Lên án hành động của Nga
Ủng hộ toàn vẹn lãnh thổ Ukraina
Những tuyên bố chỉ bày tỏ quan ngại hoặc hy vọng giải quyết hòa bình cho cuộc xung đột
Công nhận lợi ích của Nga
Ủng hộ hành động của Nga và/hoặc lên án chính phủ lâm thời Ukraina
----
Ukraina
Nga
Không có tuyên bố chính thức / Không có dữ liệu

Có nhiều dạng phản ứng quốc tế đối với việc sáp nhập. Vào tháng 3 năm 2014, Đại hội đồng Liên Hợp Quốc thông qua một nghị quyết không mang tính ràng buộc với 100 phiếu ủng hộ, 11 phiếu chống và 58 phiếu trắng tuyên bố cuộc trưng cầu dân ý do Moskva hậu thuẫn tại Krym là vô hiệu. Chính phủ Hoa Kỳ áp đặt các biện pháp trừng phạt đối với những người mà họ cho là vi phạm hoặc hỗ trợ vi phạm chủ quyền của Ukraina. Liên minh châu Âu đình chỉ các cuộc đàm phán với Nga về các vấn đề kinh tế và liên quan đến thị thực, đồng thời xem xét các biện pháp trừng phạt nghiêm ngặt hơn đối với Nga trong tương lai gần, bao gồm cả việc phong tỏa tài sản. trong khi Nhật Bản công bố các biện pháp trừng phạt bao gồm đình chỉ các cuộc đàm phán liên quan đến quân sự, vũ trụ, đầu tư và yêu cầu thị thực. Anh nhìn nhận cuộc bỏ phiếu trưng cầu dân ý tại Krym là "lố bịch" và "bất hợp pháp".
Ukraina và các quốc gia khác cho rằng Nga đã ký một số hiệp ước đảm bảo toàn vẹn lãnh thổ của Ukraina. Chúng bao gồm Hiệp định Belavezha năm 1991 thành lập Cộng đồng các quốc gia độc lập, Hiệp định Helsinki năm 1975, Bản ghi nhớ Budapest về đảm bảo an ninh năm 1994 và Hiệp ước hữu nghị, hợp tác và đối tác giữa Liên bang Nga và Ukraina năm 1997.
Hội đồng Châu Âu vào ngày 11 tháng 3 năm 2014 quyết định về việc ký kết một thỏa thuận thương mại tự do đầy đủ với Ukraina trong năm. Vào ngày 12 tháng 3, Nghị viện châu Âu bác bỏ cuộc trưng cầu dân ý sắp tới về độc lập tại Krym, cuộc trưng cầu dân ý mà họ cho là bị thao túng và trái với luật pháp quốc tế và Ukraina. Khối G7 gồm các quốc gia phát triển đưa ra tuyên bố chung lên án Nga và thông báo rằng họ sẽ đình chỉ việc chuẩn bị cho hội nghị thượng đỉnh G8 dự kiến tại Sochi trong tháng 6. NATO lên án việc Nga leo thang quân sự tại Krym và cho rằng đó là hành vi vi phạm luật pháp quốc tế trong khi Uỷ hội châu Âu bày tỏ sự ủng hộ hoàn toàn đối với toàn vẹn lãnh thổ và thống nhất quốc gia của Ukraina. Nhóm Visegrád đưa ra một tuyên bố chung kêu gọi Nga tôn trọng toàn vẹn lãnh thổ của Ukraina và yêu cầu Ukraina lưu ý đến các nhóm thiểu số của mình để không phá vỡ thêm mối quan hệ mong manh. Họ kêu gọi Nga tôn trọng luật pháp Ukraina và quốc tế cũng như phù hợp với các quy định của Bản ghi nhớ Budapest năm 1994.
Trung Quốc cho biết "tôn trọng độc lập, chủ quyền và toàn vẹn lãnh thổ của Ukraina". Người phát ngôn khẳng định lại quan điểm của Trung Quốc về việc không can thiệp vào công việc nội bộ của các quốc gia khác và kêu gọi đối thoại. Chính phủ Ấn Độ kêu gọi giải quyết hòa bình tình hình. Syria và Venezuela đều công khai ủng hộ hành động quân sự của Nga. Tổng thống Syria Bashar al-Assad nói rằng ông ủng hộ những nỗ lực của Putin nhằm "khôi phục an ninh và ổn định ở đất nước thân thiện Ukraina", trong khi Tổng thống Venezuela Nicolás Maduro lên án cuộc đảo chính "chủ nghĩa dân tộc cực đoan" tại Ukraina. Sri Lanka mô tả việc loại bỏ Yanukovych là vi hiến và coi mối lo ngại của Nga tại Krym là chính đáng.
Thủ tướng Ba Lan Donald Tusk kêu gọi thay đổi chính sách năng lượng của EU vì sự phụ thuộc của Đức vào khí đốt của Nga gây ra rủi ro cho châu Âu. Vào ngày 13 tháng 3 năm 2014, Thủ tướng Đức Angela Merkel cảnh báo chính phủ Nga rằng họ có nguy cơ gây thiệt hại lớn cho nước Nga về kinh tế và chính trị, nếu nước này từ chối thay đổi quan điểm về Ukraina, mặc dù mối liên kết kinh tế chặt chẽ giữa Đức và Nga làm giảm đáng kể phạm vi áp dụng bất kỳ biện pháp trừng phạt nào.
Sau khi Nga chính thức sáp nhập Krym, một số người lo lắng liệu nước này có thể làm điều tương tự ở các khu vực khác hay không. Phó cố vấn an ninh quốc gia Hoa Kỳ Tony Blinken nói rằng quân đội Nga tập trung ở biên giới phía đông Ukraina có thể đang chuẩn bị tiến vào các khu vực phía đông của đất nước, còn quan chức Nga tuyên bố quân đội Nga sẽ không tiến vào các khu vực khác. Tướng Không quân Hoa Kỳ Philip M. Breedlove, tư lệnh đồng minh tối cao của NATO tại châu Âu, cảnh báo rằng Nga cũng ở vị thế có thể tiếp quản tỉnh nói tiếng Nga ly khai Transnistria của Moldova. Tổng thống Moldova Nicolae Timofti cảnh báo Nga không nên cố gắng làm điều này để tránh làm tổn hại thêm vị thế quốc tế của họ.
Vào ngày 9 tháng 4, Hội đồng Nghị viện của Ủy hội Châu Âu tước quyền bầu cử của Nga.
Vào ngày 14 tháng 8, khi đến thăm Krym, Vladimir Putin loại trừ khả năng Nga vượt ra ngoài bán đảo.  Ông cam kết làm mọi thứ có thể để chấm dứt xung đột tại Ukraina, nói rằng Nga cần xây dựng tình hình một cách bình tĩnh và có phẩm giá, chứ không phải bằng đối đầu và chiến tranh sẽ khiến Nga bị cô lập với phần còn lại của thế giới.

### Nghị quyết của Liên Hợp Quốc
Vào ngày 15 tháng 3 năm 2014, một nghị quyết do Hoa Kỳ bảo trợ được đưa ra bỏ phiếu tại Hội đồng Bảo an LHQ để tái khẳng định cam kết của hội đồng đối với "chủ quyền, độc lập, thống nhất và toàn vẹn lãnh thổ" của Ukraina đã không được chấp thuận. Tổng cộng 13 thành viên hội đồng bỏ phiếu ủng hộ nghị quyết, Trung Quốc bỏ phiếu trắng, và Nga phủ quyết nghị quyết này. Vào ngày 27 tháng 3 năm 2014, Đại hội đồng Liên hợp quốc thông qua nghị quyết mô tả cuộc trưng cầu dân ý dẫn đến việc Nga sáp nhập Krym là bất hợp pháp. Dự thảo nghị quyết có tiêu đề "Toàn vẹn lãnh thổ của Ukraina" được đồng tài trợ bởi Canada, Costa Rica, Đức, Litva, Ba Lan, Ukraina và Mỹ. Nội dung là khẳng định cam kết của đại hội đồng đối với "chủ quyền, độc lập chính trị, thống nhất và toàn vẹn lãnh thổ của Ukraina trong các biên giới được quốc tế công nhận". Nghị quyết cố gắng nhấn mạnh rằng cuộc trưng cầu dân ý ngày 16 tháng 3 được tổ chức tại Krym và thành phố Sevastopol không có giá trị và không thể tạo thành cơ sở cho bất kỳ sự thay đổi nào về tình trạng của Cộng hòa tự trị Krym hoặc của thành phố Sevastopol. Nghị quyết nhận được 100 phiếu ủng hộ, trong khi 11 quốc gia bỏ phiếu chống và 58 quốc gia bỏ phiếu trắng. Nghị quyết không có tính ràng buộc và cuộc bỏ phiếu phần lớn mang tính biểu tượng.
Kể từ năm 2014, Đại hội đồng LHQ bỏ phiếu nhiều lần, như vào tháng 12 năm 2019, để khẳng định sự toàn vẹn lãnh thổ của Ukraina, lên án việc 'chiếm đóng tạm thời' Krym và tái khẳng định không công nhận việc sáp nhập Krym.

### Công nhận quốc tế
Afghanistan, Cuba, Kyrgyzstan, Nicaragua, Sudan, Syria, Triều Tiên và Zimbabwe đã công nhận kết quả của cuộc trưng cầu dân ý năm 2014 tại Krym. Bốn quốc gia không phải thành viên LHQ công nhận kết quả của cuộc trưng cầu dân ý: Abkhazia, Nam Ossetia, Artsakh và Transnistria.  Ngoại trưởng Transnistria là Nina Shtanski công nhận việc Nga sáp nhập Krym. Transnistria gửi yêu cầu vào ngày 18 tháng 3 năm 2014 để gia nhập Liên bang Nga theo hình mẫu Krym. Các hội đồng khu vực phía bắc Ý là Lombardia, Liguria và Veneto từng thông qua nghị quyết không ràng buộc về việc công nhận Krym là một phần của Nga, nhưng họ thu hồi chúng vào năm 2022 sau khi Nga xâm chiếm Ukraina.

### Trừng phạt

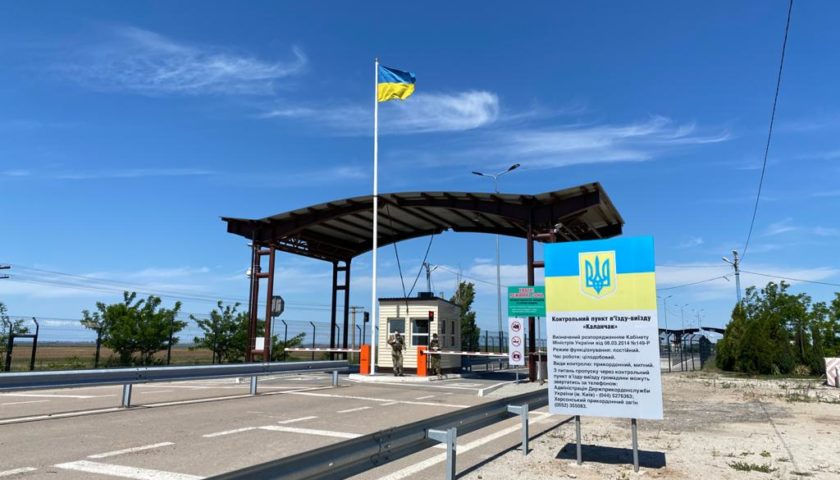
Trạm kiểm soát của Ukrainela tại Kalanchak, ngăn giữa tỉnh Kherson và Krym do Nga chiếm đóng.

Các lệnh trừng phạt được áp dụng để ngăn cản các quan chức và chính trị gia Nga và Krym đi đến Canada, Hoa Kỳ và Liên minh Châu Âu. Chúng là các lệnh trừng phạt áp dụng rộng rãi nhất đối với Nga kể từ khi Liên Xô sụp đổ.
Nhật Bản công bố lệnh trừng phạt nhẹ nhàng hơn Mỹ và EU. Chúng bao gồm việc đình chỉ các cuộc đàm phán liên quan đến quân sự, không gian, đầu tư và yêu cầu thị thực.
Để đáp lại các lệnh trừng phạt do Hoa Kỳ và EU đưa ra, Duma Nga nhất trí thông qua nghị quyết yêu cầu đưa tất cả các thành viên của Duma vào danh sách trừng phạt. Các công ty Nga bắt đầu rút hàng tỷ USD khỏi các ngân hàng phương Tây để tránh bị đóng băng tài sản.
Ba ngày sau khi danh sách được công bố, Bộ Ngoại giao Nga công bố danh sách trừng phạt tương hỗ đối với công dân Hoa Kỳ, bao gồm 10 người như Chủ tịch Hạ viện John Boehner, Thượng nghị sĩ John McCain, và hai cố vấn của Tổng thống Obama. Bộ này cho biết trong một tuyên bố: "Chúng tôi đã nhiều lần cảnh báo rằng các biện pháp trừng phạt là công cụ hai lưỡi và sẽ tấn công Hoa Kỳ như một chiếc boomerang". Vào ngày 24 tháng 3, Nga áp đặt các biện pháp trừng phạt trả đũa đối với 13 quan chức Canada, bao gồm thành viên của Quốc hội Canada, cấm họ vào Nga.
Các biện pháp trừng phạt mở rộng của phương Tây vào giữa tháng 3 đã tràn qua thị trường tài chính, ảnh hưởng đến lợi ích kinh doanh của một số người giàu nhất nước Nga. Người Mỹ tập trung vào giới trung tâm lãnh đạo Moskva, mặc dù danh sách ban đầu của EU tránh nhắm mục tiêu vào vòng tròn thân cận của Putin. Khi các cơ quan xếp hạng Fitch và Standard & Poor's hạ triển vọng tín dụng của Nga, các ngân hàng Nga cảnh báo nguy cơ suy thoái do lệnh trừng phạt, đất nước chuẩn bị cho dòng vốn 70 tỷ USD chảy ra nước ngoài trong 3 tháng đầu năm 2014, nhiều hơn toàn bộ dòng vốn chảy ra trong năm 2013, và phát hành trái phiếu chính phủ Nga giảm mạnh 3/4 so với cùng kỳ năm trước. Nhà sản xuất khí đốt lớn thứ hai của Nga là Novatek chứng kiến 2,5 tỷ USD giá trị thị trường bị xóa sổ khi cổ phiếu của hãng này giảm gần 10%, khiến người bạn thân của Putin Gennady Timchenko, người có 23% cổ phần trong công ty, nghèo đi 575 triệu USD.
Bộ trưởng Phát triển kinh tế của Liên bang Nga Alexey Ulyukaev nói rằng việc áp dụng các biện pháp trừng phạt theo ngành sẽ dẫn đến sự suy thoái nghiêm trọng của nền kinh tế Nga: tăng trưởng kinh tế của Nga sẽ trở nên tiêu cực nghiêm trọng, tốc độ tăng trưởng của khối lượng đầu tư sẽ bị ảnh hưởng thậm chí còn tiêu cực hơn, lạm phát sẽ tăng, nguồn thu và dự trữ của chính phủ sẽ giảm.
Cũng như những khác biệt giữa Hoa Kỳ và Châu Âu nói chung về cách ứng phó với cuộc xâm nhập do Nga hậu thuẫn, những khác biệt tương tự cũng diễn ra giữa các nước Đông Âu.
Một số công dân Nga cho biết họ bị từ chối cấp thị thực châu Âu sau khi đến thăm Krym hậu sáp nhập. Cơ quan giám sát bảo vệ người tiêu dùng Nga OZPP công bố cảnh báo cho khách du lịch Nga về nguy cơ này, giải thích rằng theo quan điểm luật pháp quốc tế thì Krym là một lãnh thổ bị chiếm đóng, sau đó Roskomnadzor chặn trang web OZPP "vì đe dọa tính toàn vẹn lãnh thổ của Liên bang Nga".
Để đối phó với việc bị thu hồi quyền bầu cử, vào tháng 6 năm 2017, Nga đình chỉ thanh toán ngân sách cho Uỷ hội Châu Âu, và Ngoại trưởng Nga Sergei Lavrov tuyên bố các khoản thanh toán sẽ không tiếp tục cho đến khi tất cả các quyền của phái đoàn Nga được khôi phục hoàn toàn. Tổng thư ký Uỷ hội Thorbjørn Jagland đề nghị dỡ bỏ các biện pháp trừng phạt để tránh tác động của việc hạn chế ngân sách. Tuy nhiên, các thành viên Hội đồng như Ukraina và những bên ủng hộ nước này lập luận rằng việc tiếp nhận Nga mà không yêu cầu nhượng bộ đổi lại sẽ dẫn đến "nhượng bộ trước 'sự tống tiền' của Nga".